# Biserica de lemn Sfântul Nicolae din Șilea

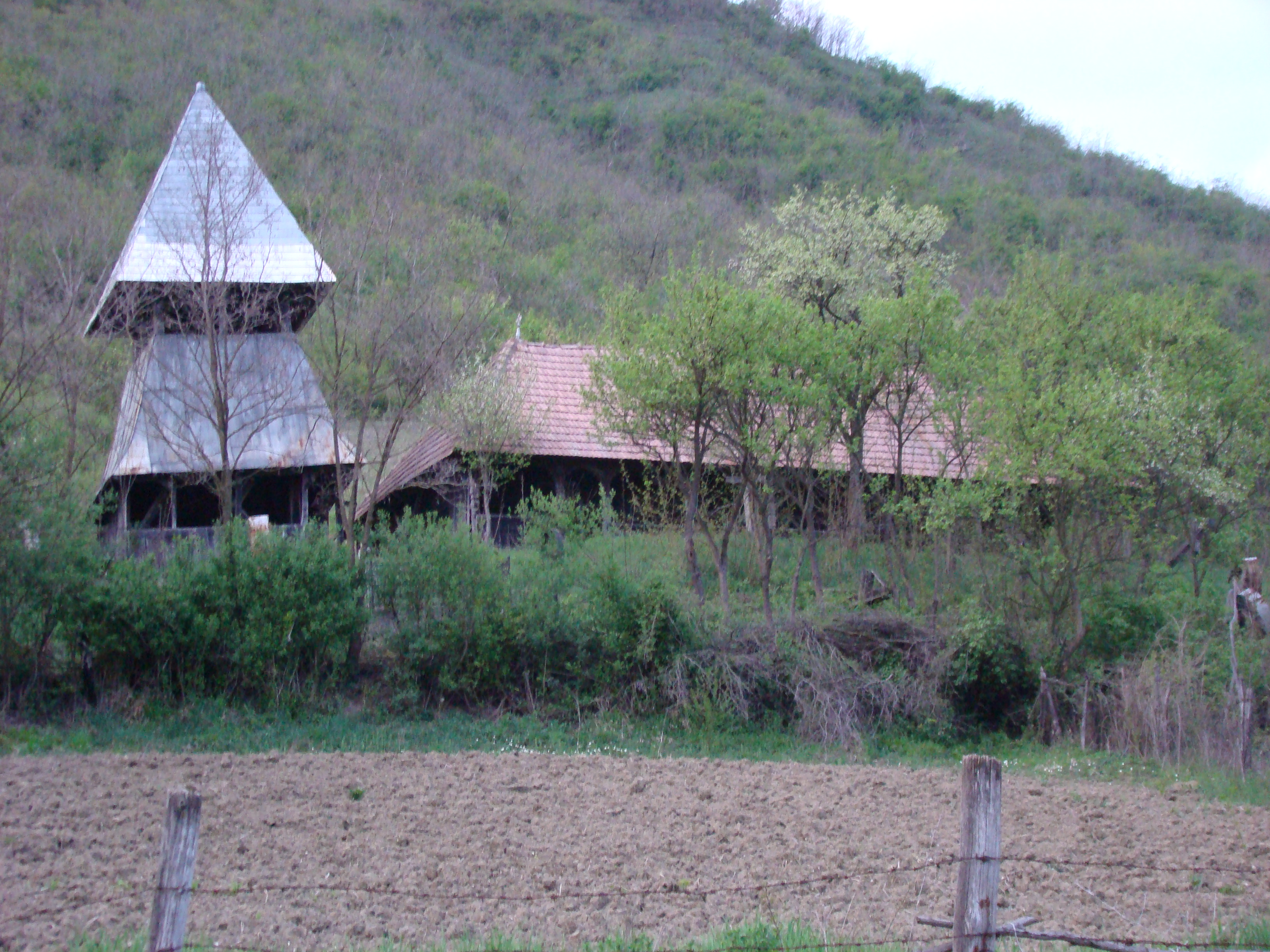
Biserica de lemn din Şilea cu hramul „Sfântul Nicolae”, comuna Fărău, județul Alba, foto mai 2009.

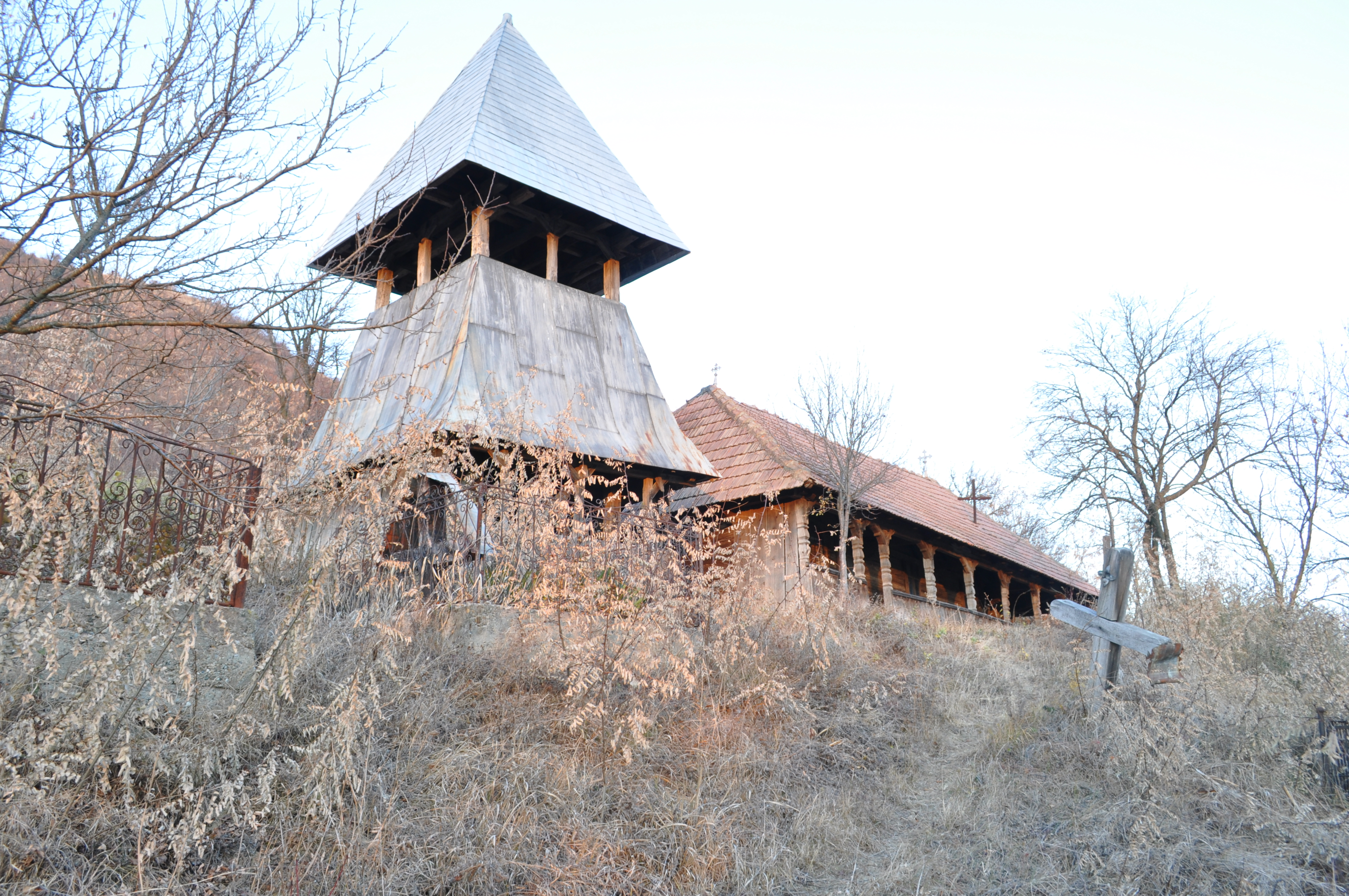
Biserica de lemn din Şilea cu hramul „Sfântul Nicolae”, comuna Fărău, județul Alba, foto noiembrie 2011.

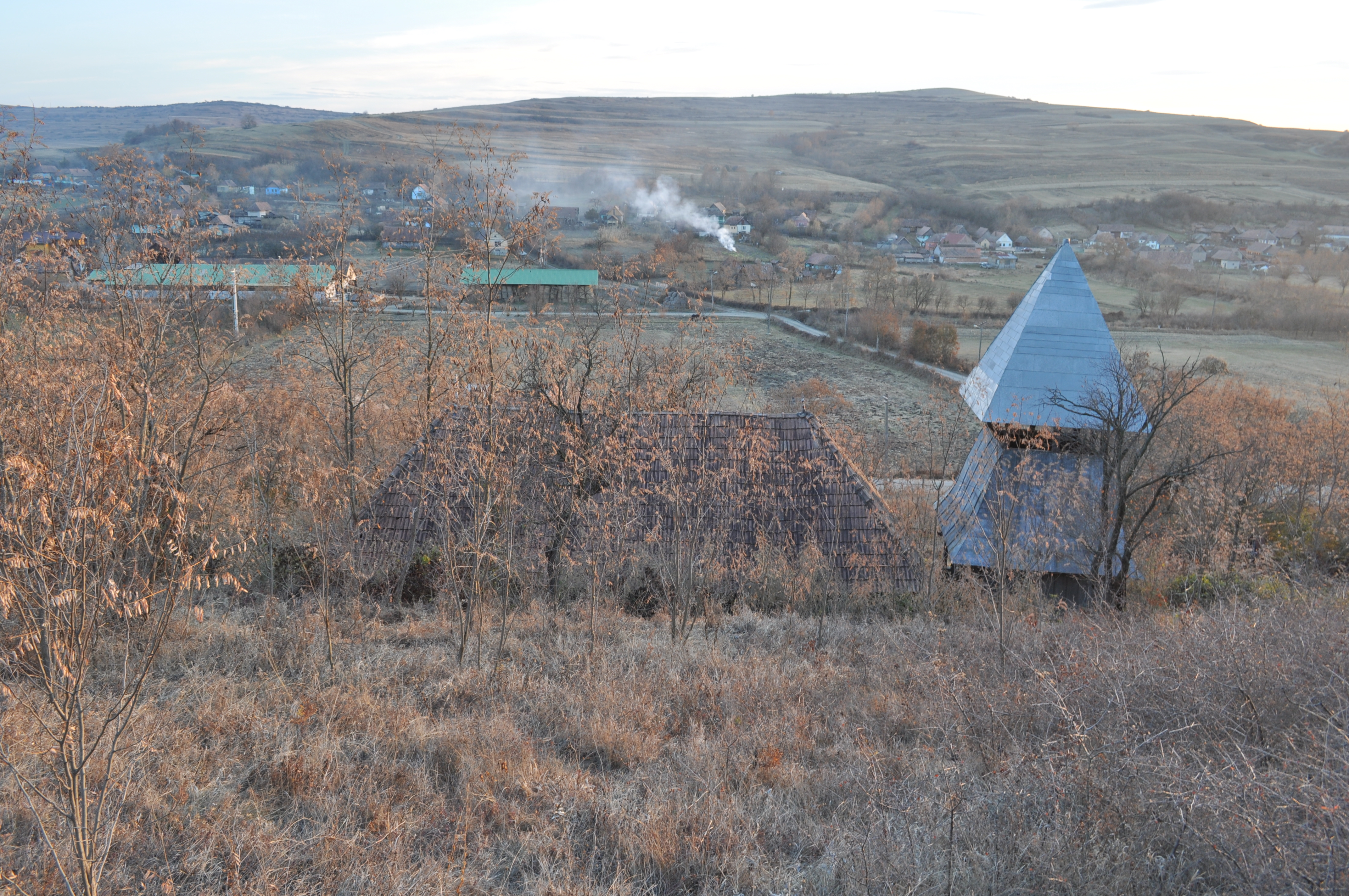
Biserica văzută de pe deal

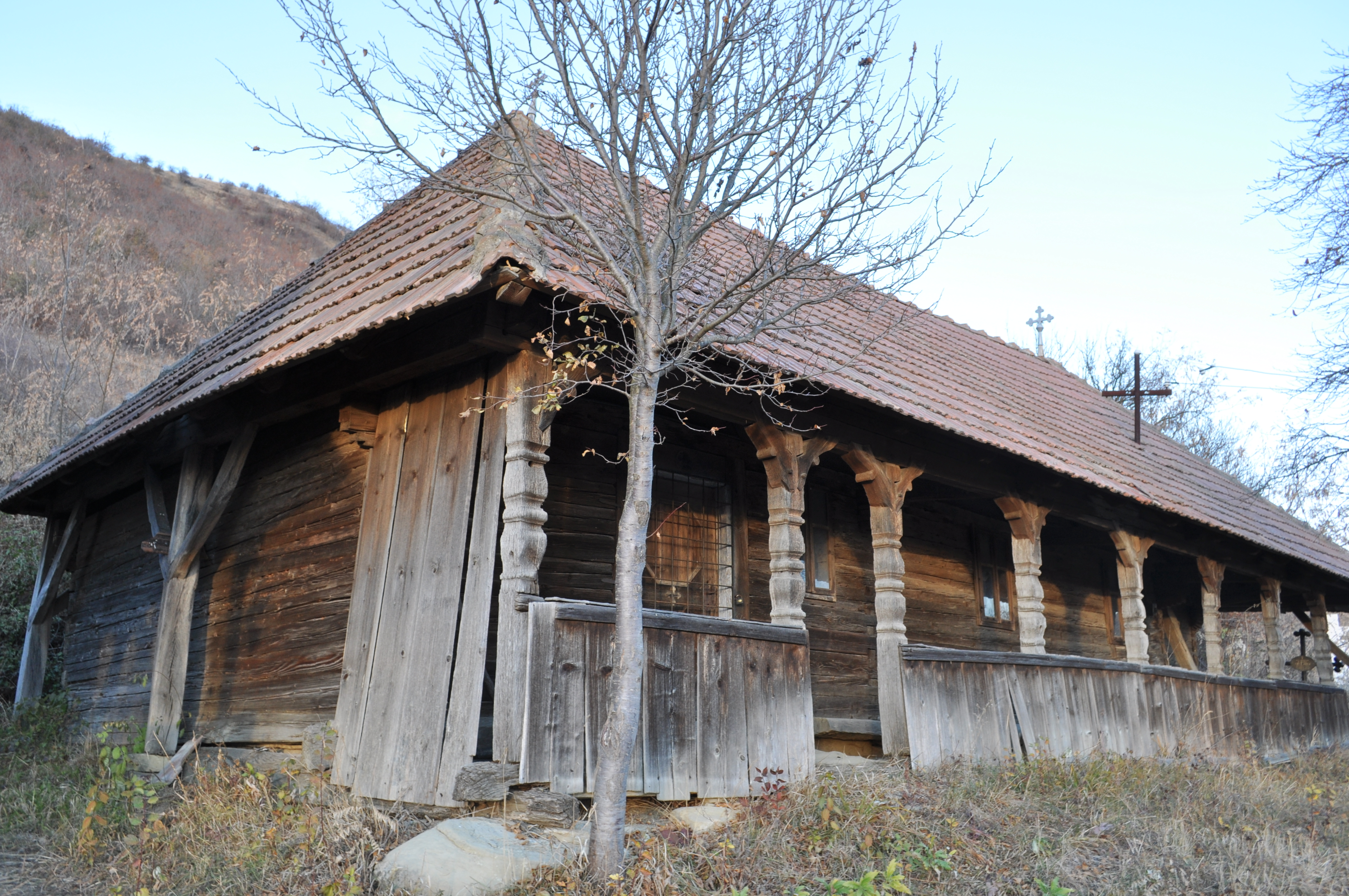
Biserica

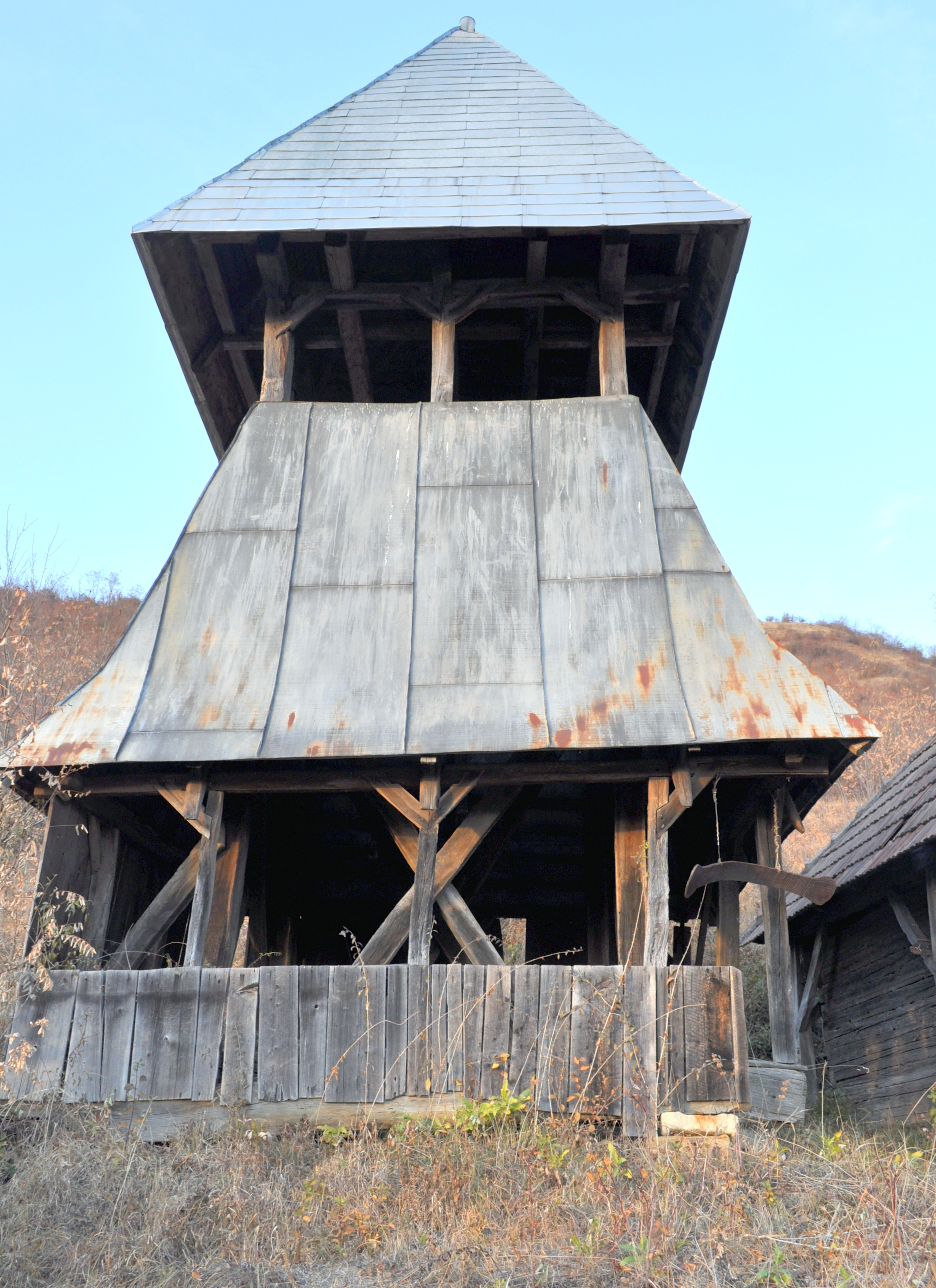
Clopotnița

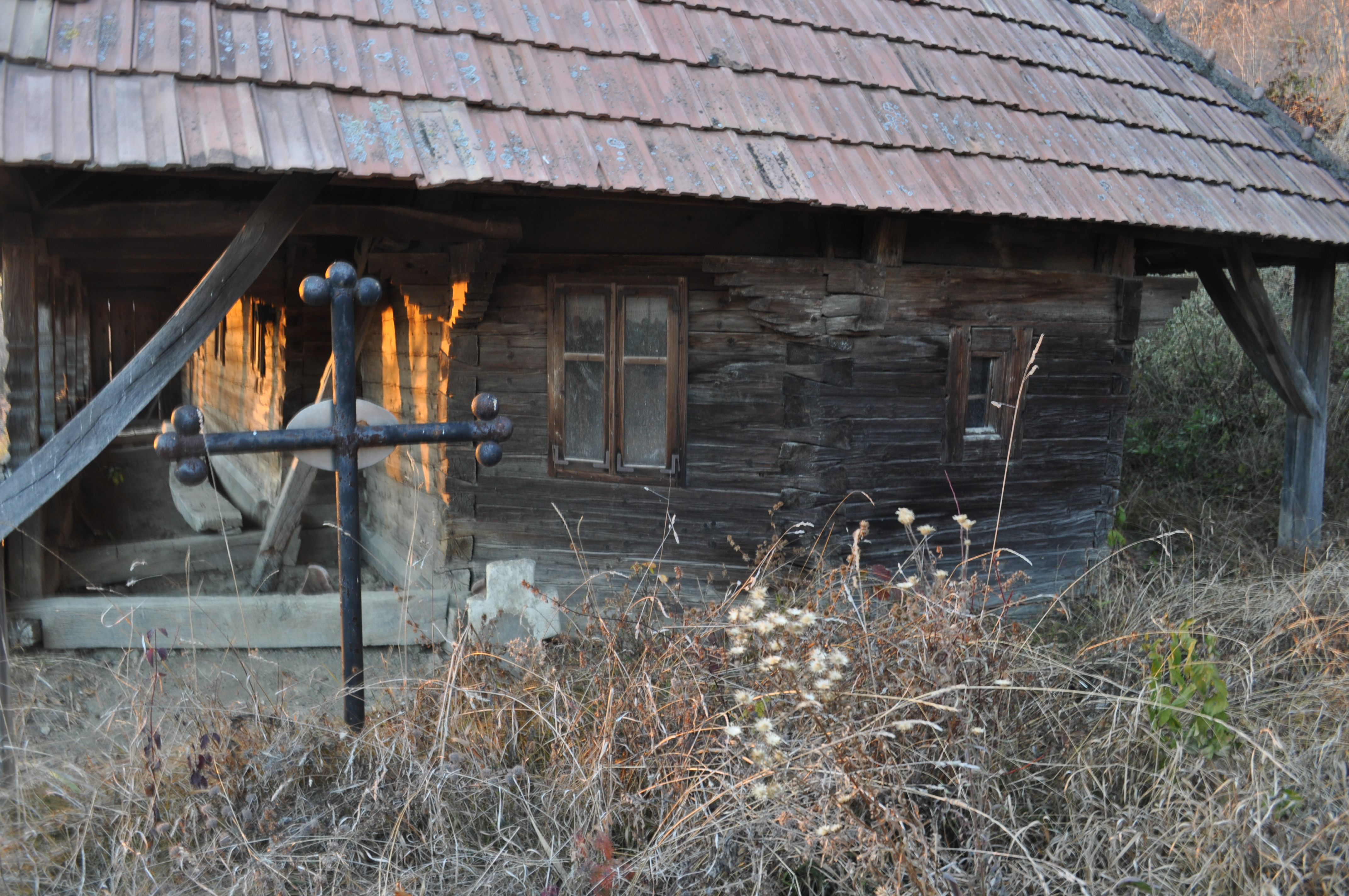
Absida altarului și pridvorul

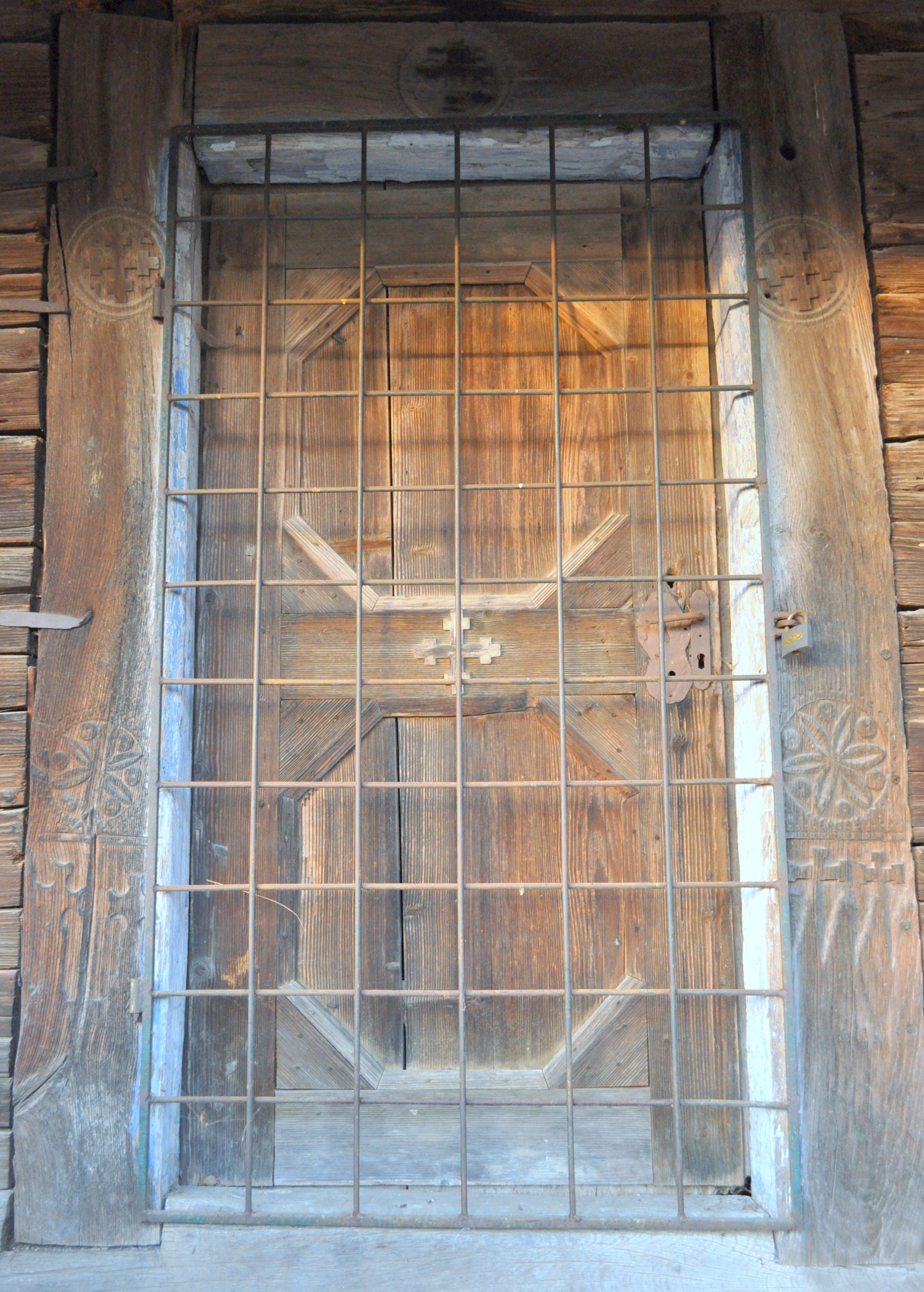
Portalul exterior

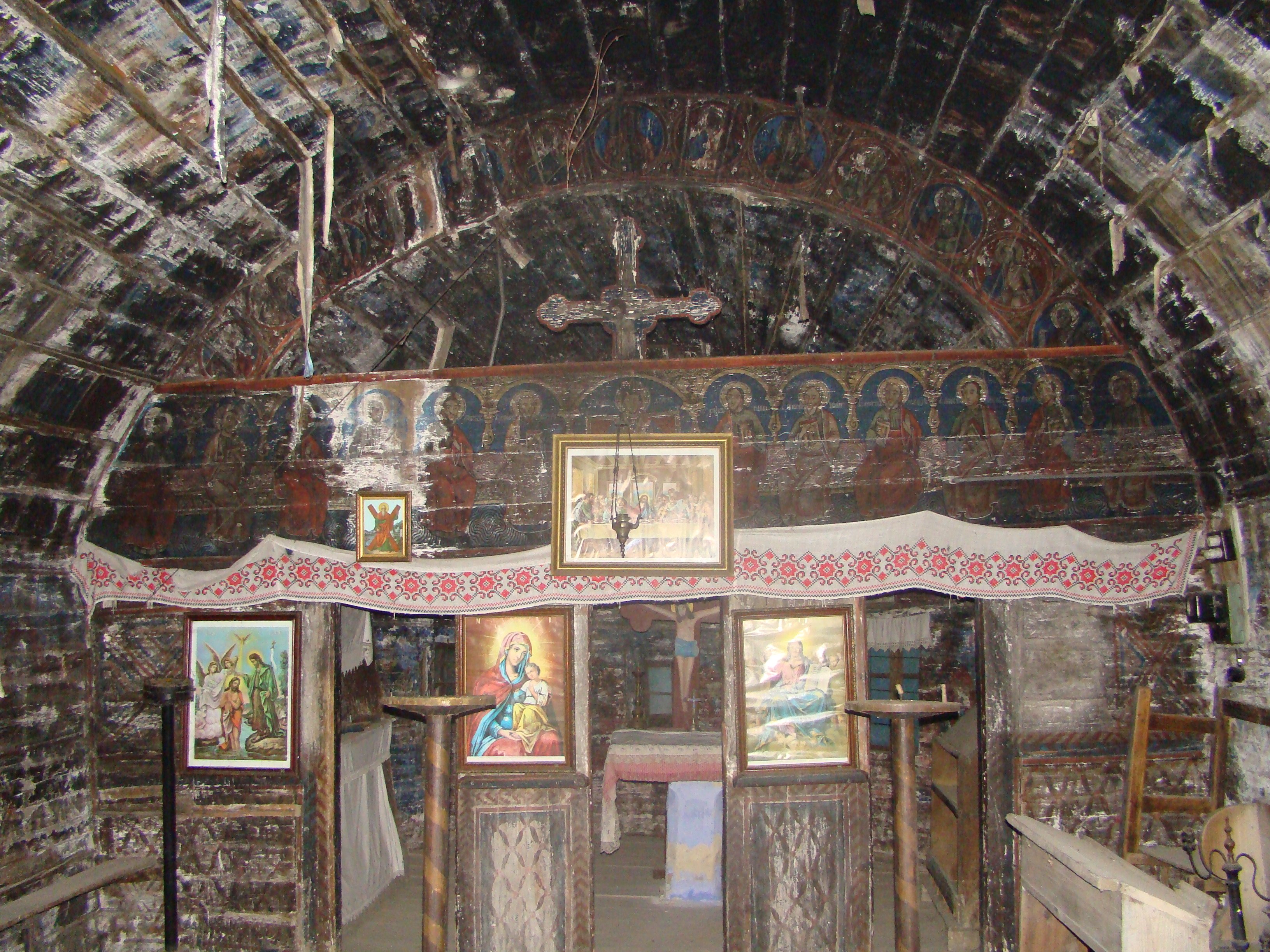
Iconostasul

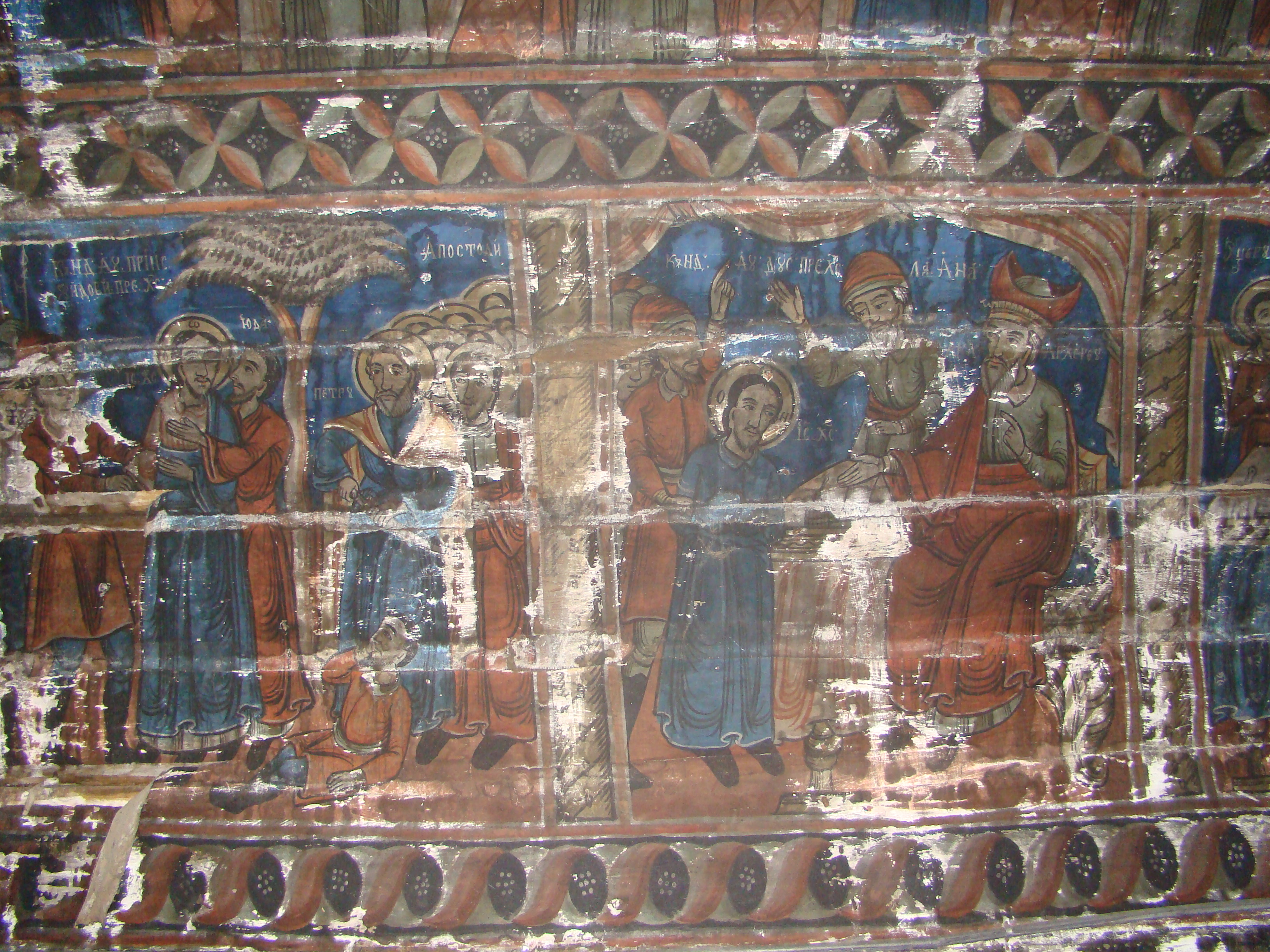
Scene din viaţa Mântuitorului: Sărutul lui Iuda şi Isus Cristos în faţa lui Pilat din Pont

Biserica de lemn din Șilea cu hramul „Sfântul Nicolae”, comuna Fărău, județul Alba, este un lăcaș ridicat aproximativ în perioada 1761-1774. . Figurează pe lista monumentelor istorice, cod LMI AB-II-a-B-00366.

## Istoric și trăsături
Biserica a fost construită pe deal, după 1761, având detașată, pe latura de vest, clopotnița, ce este construită pe două nivele deschise, cu contur poligonal, având acoperiș și coif. Edificiul are o formă dreptunghiulară, cu absida decroșată, poligonală cu cinci laturi, având adăugată pe la sfârșitul sec. XIX, prispa de pe latura de sud, cu stâlpi, contrafișe și grinzi bogat crestate. La interior compartimentele sunt acoperite cu o boltă semicilindrică unică, de veche tradiție, peste naos și pronaos. Peste absidă, o boltă de aceeași formă este racordată cu pereții prin trei fâșii curbe. Bârnele de brad ale pereților, îmbinate în coadă de rândunică, se reazămă pe o talpă, ale cărei capete se prelungesc în afară și sunt decorate cu crestături. Repertoriul de ornamente cuprinde cercuri în care se înscriu cruci și rozete, forme ce sunt mărginite de dințișori și crestături circulare, copaci stilizați, ce pornesc din soclu și un tor de frânghie ce se suprapune peste grinda catapetesmei. Dintre elementele pictate se detașează friza Apostolilor și Ușile Împărătești, realizate în 1794 de zugrav Popa Nicolae. Iconografia naosului, cu reprezentări din ciclul hristologic, încadrate de Evangheliști, își datorează frumusețea și prospețimea, școlii artistice de la Feisa și a fost realizată de Porfirie Șarlea.

## Imagini din exterior

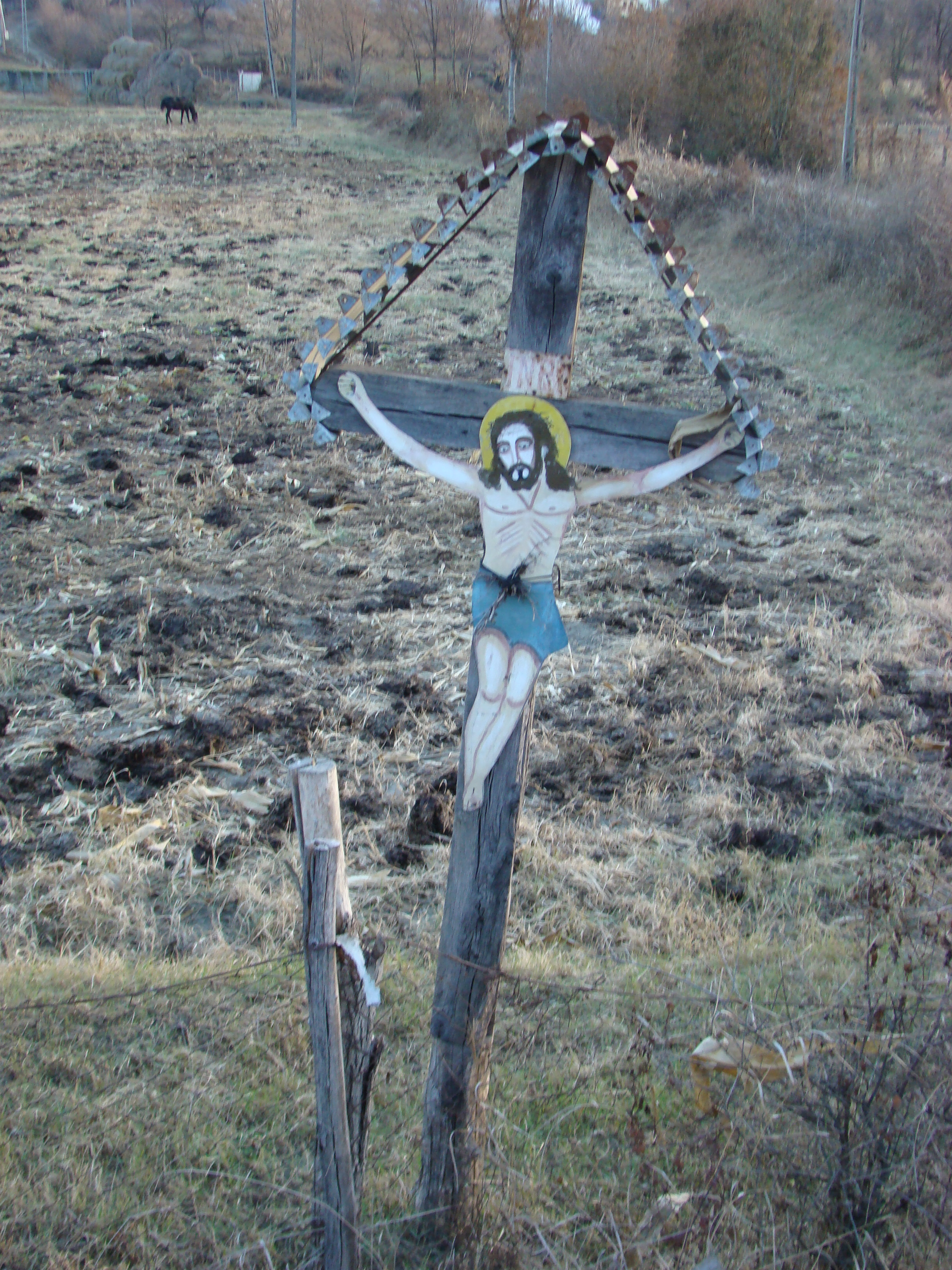
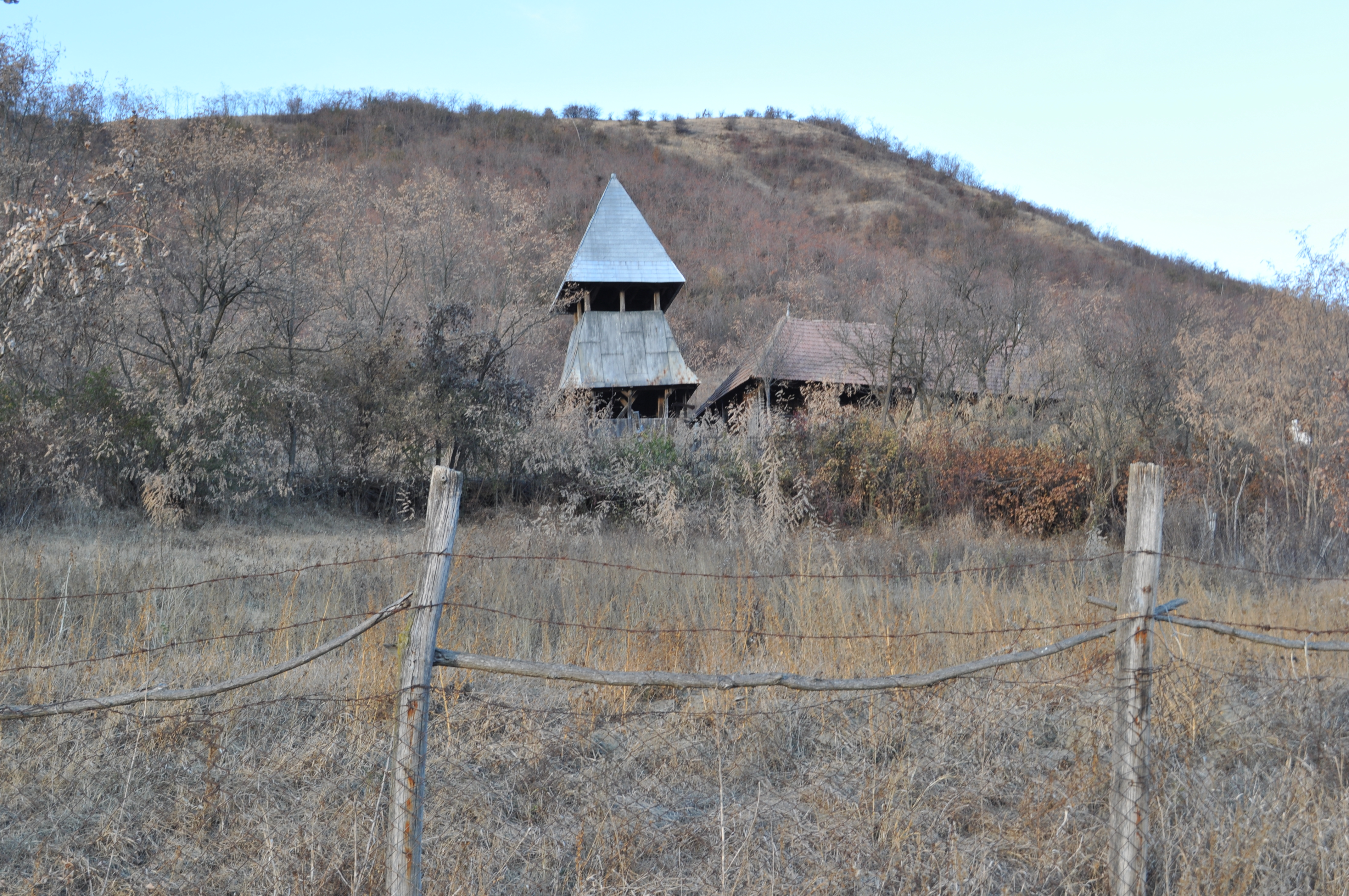
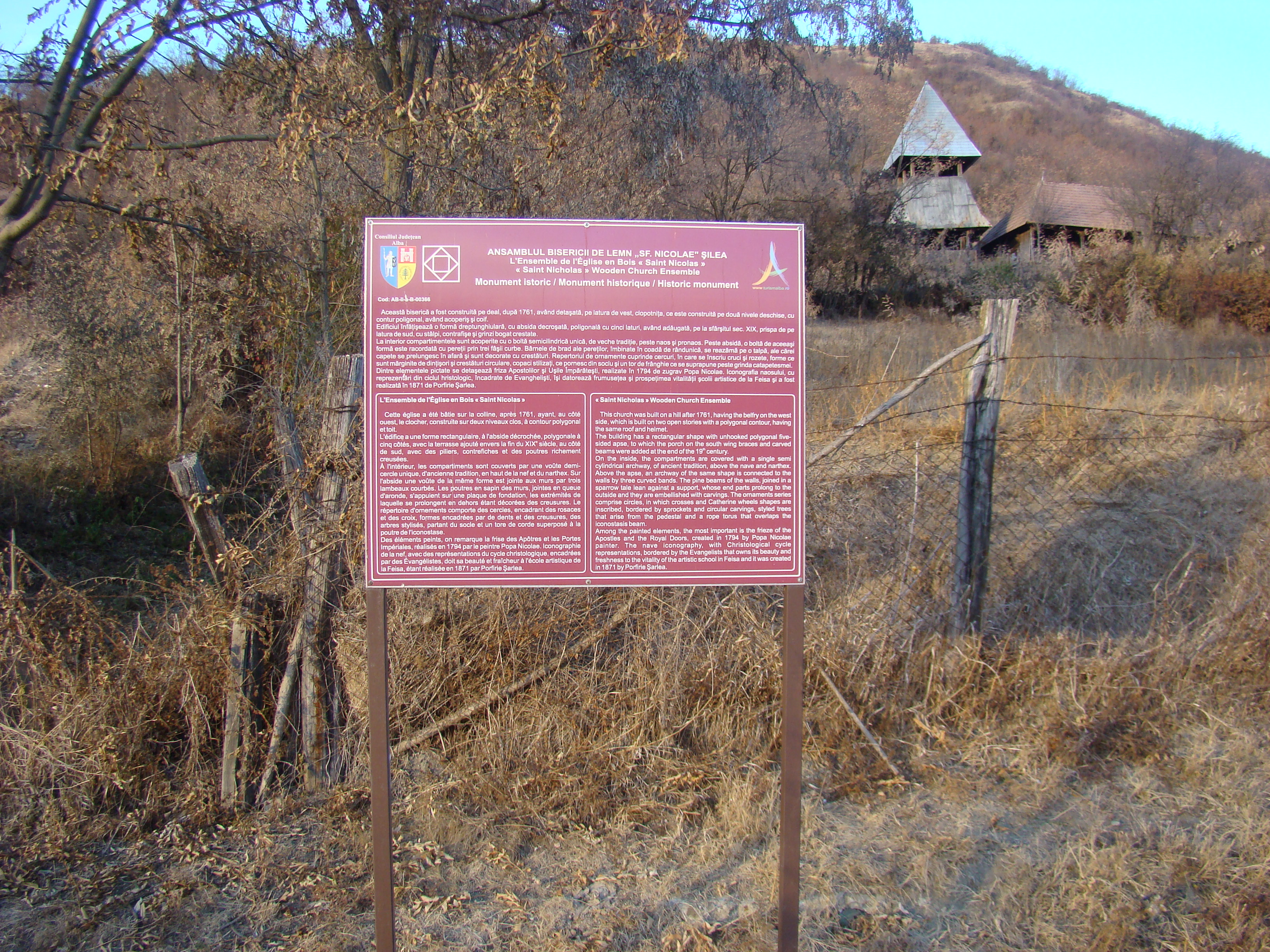
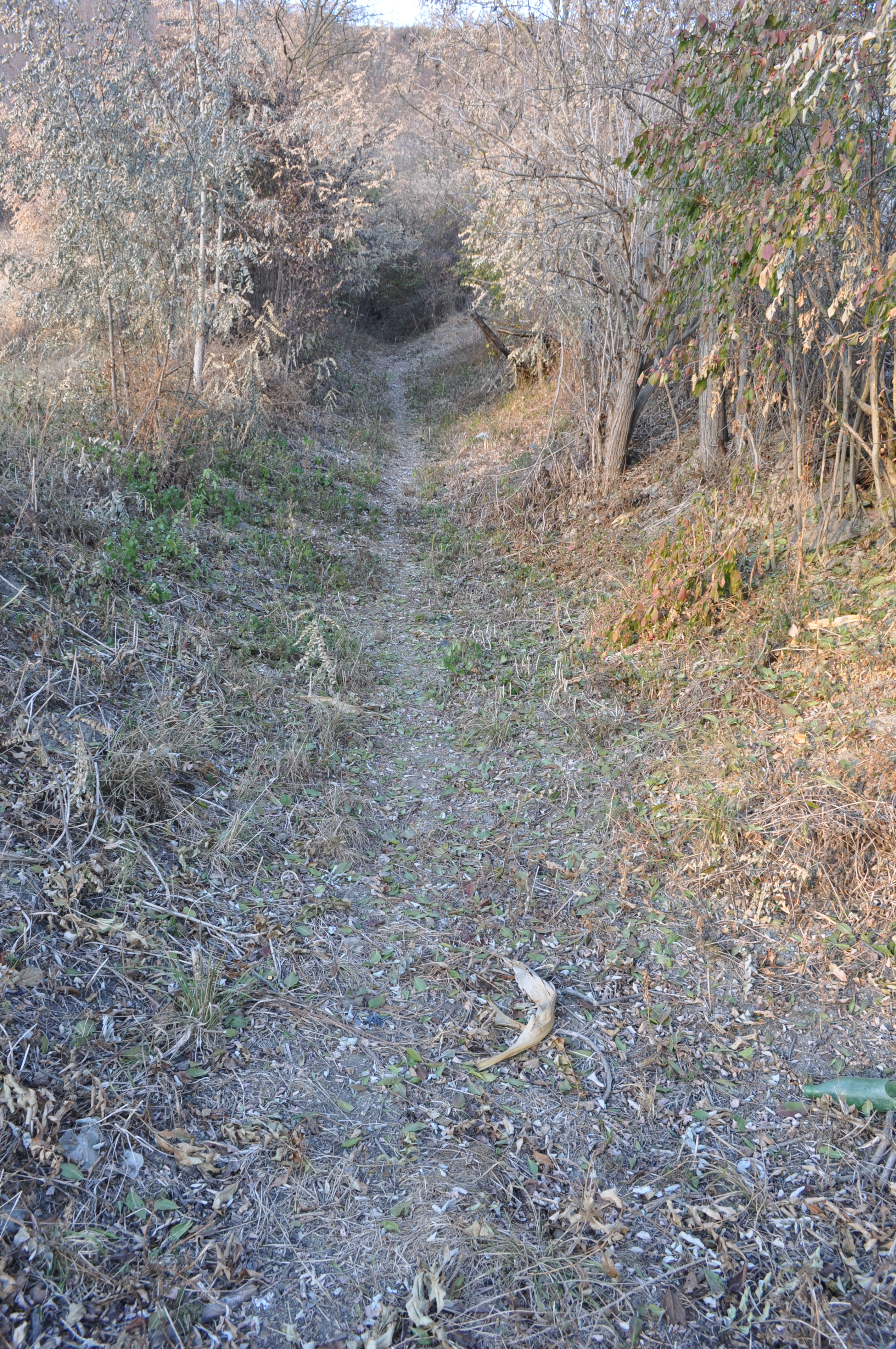
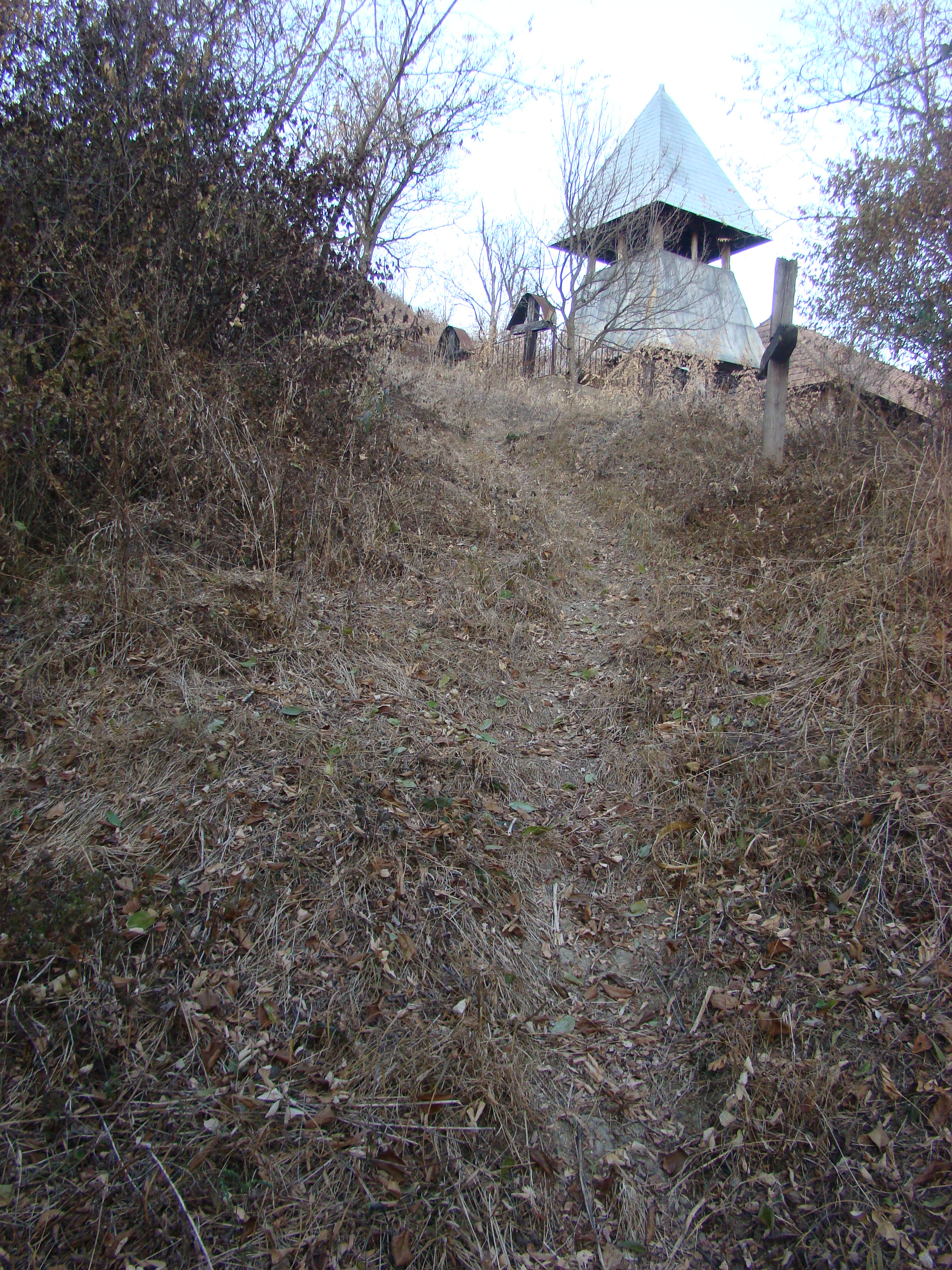
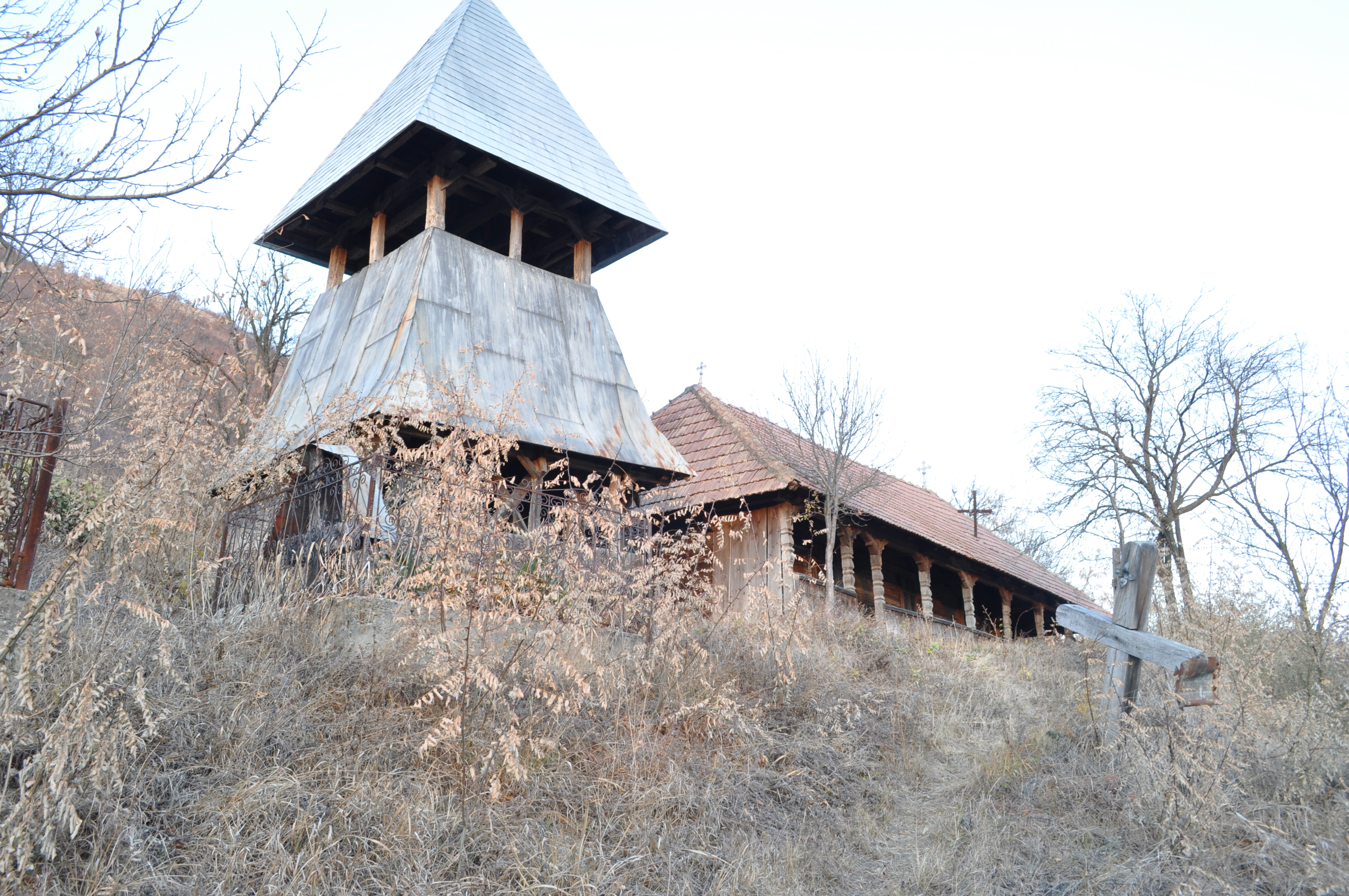
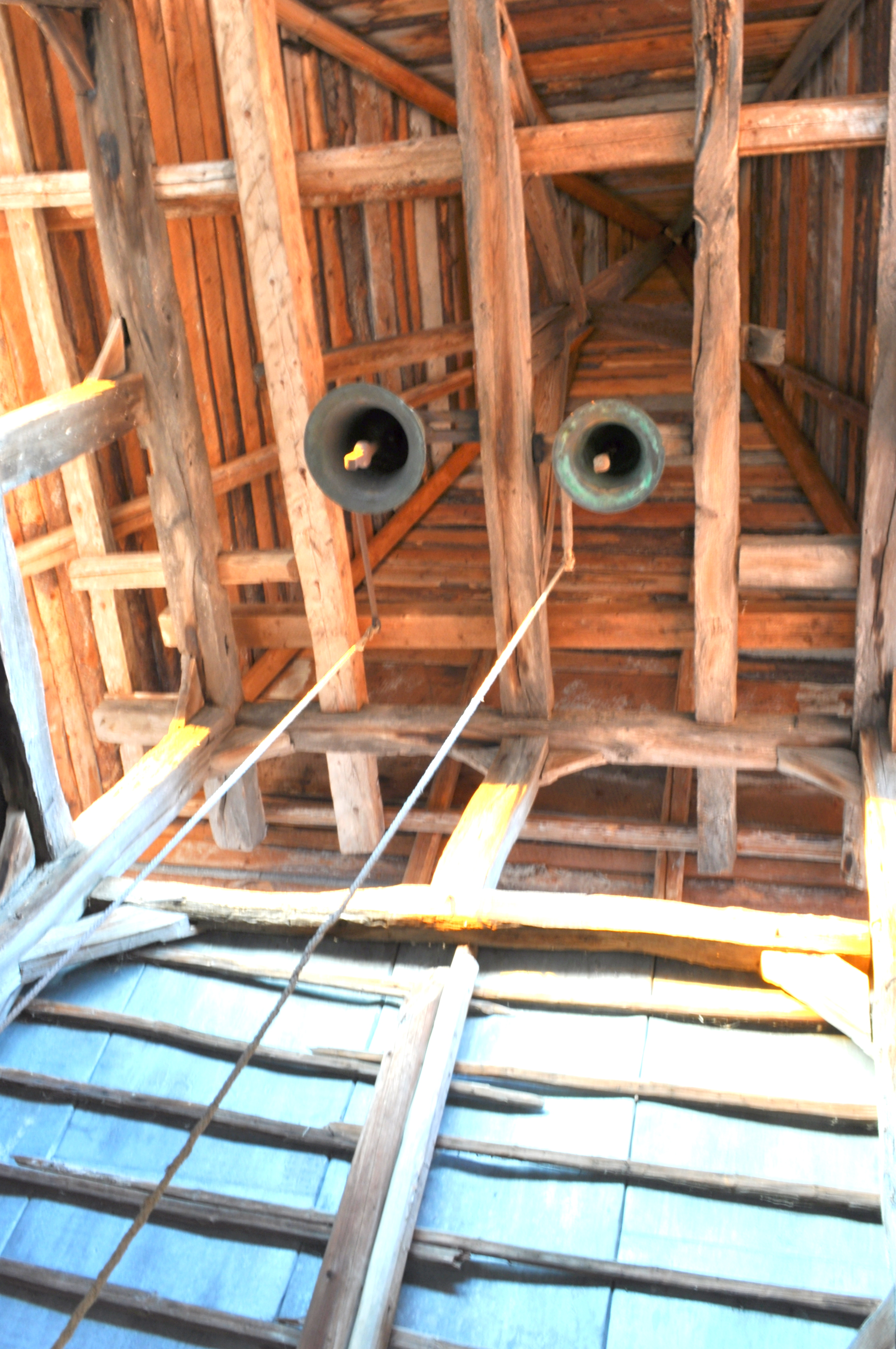
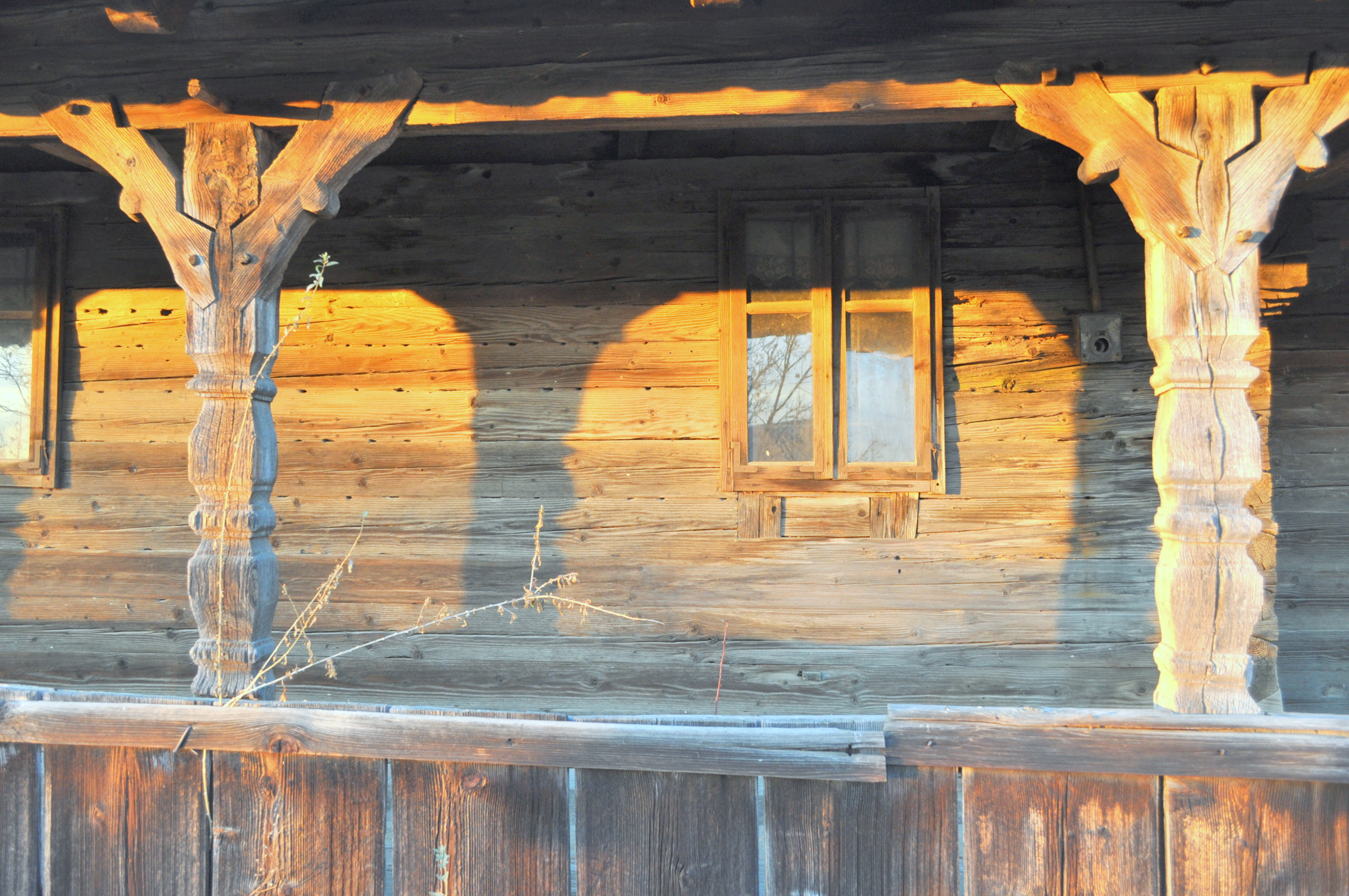
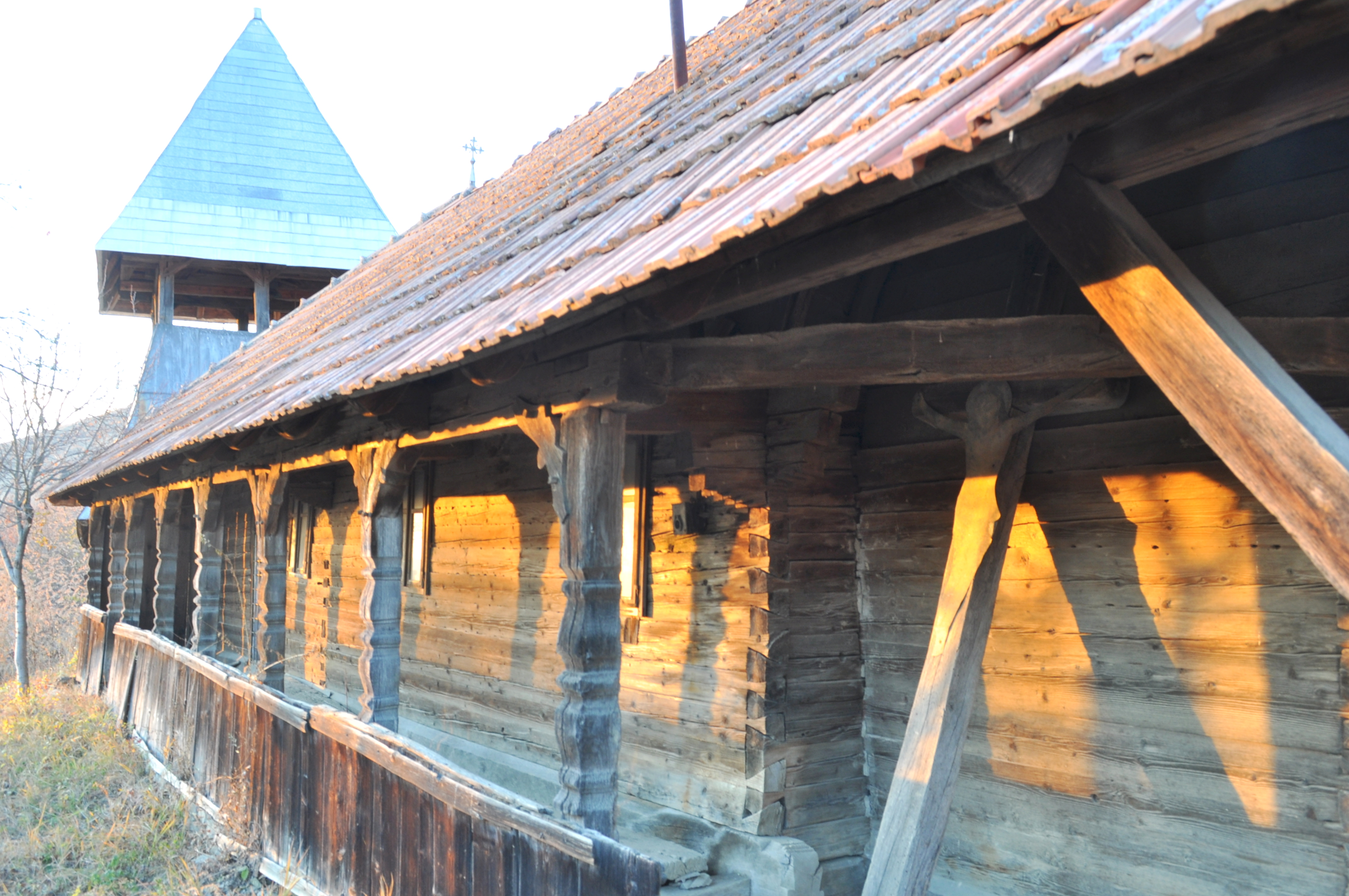
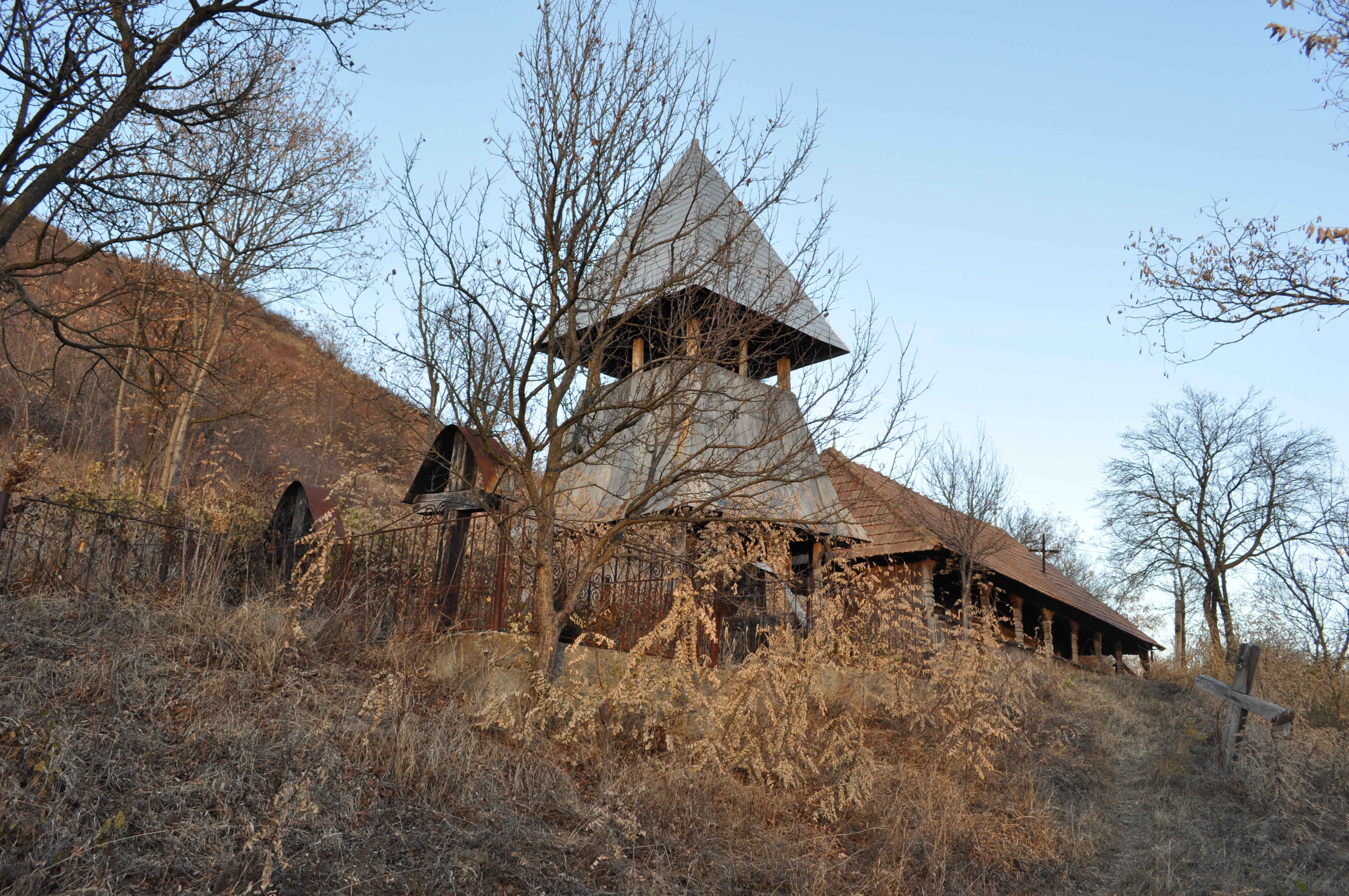
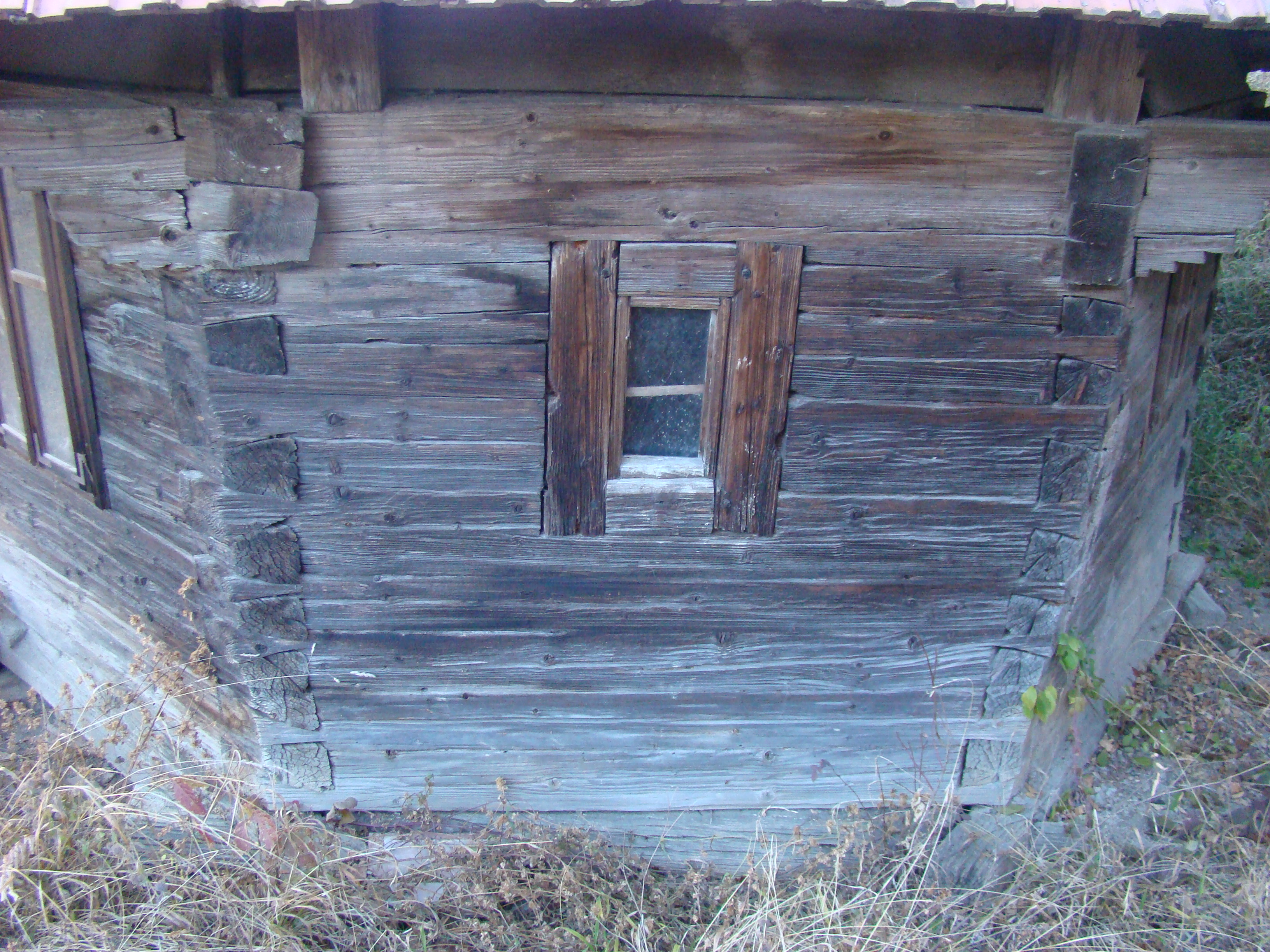
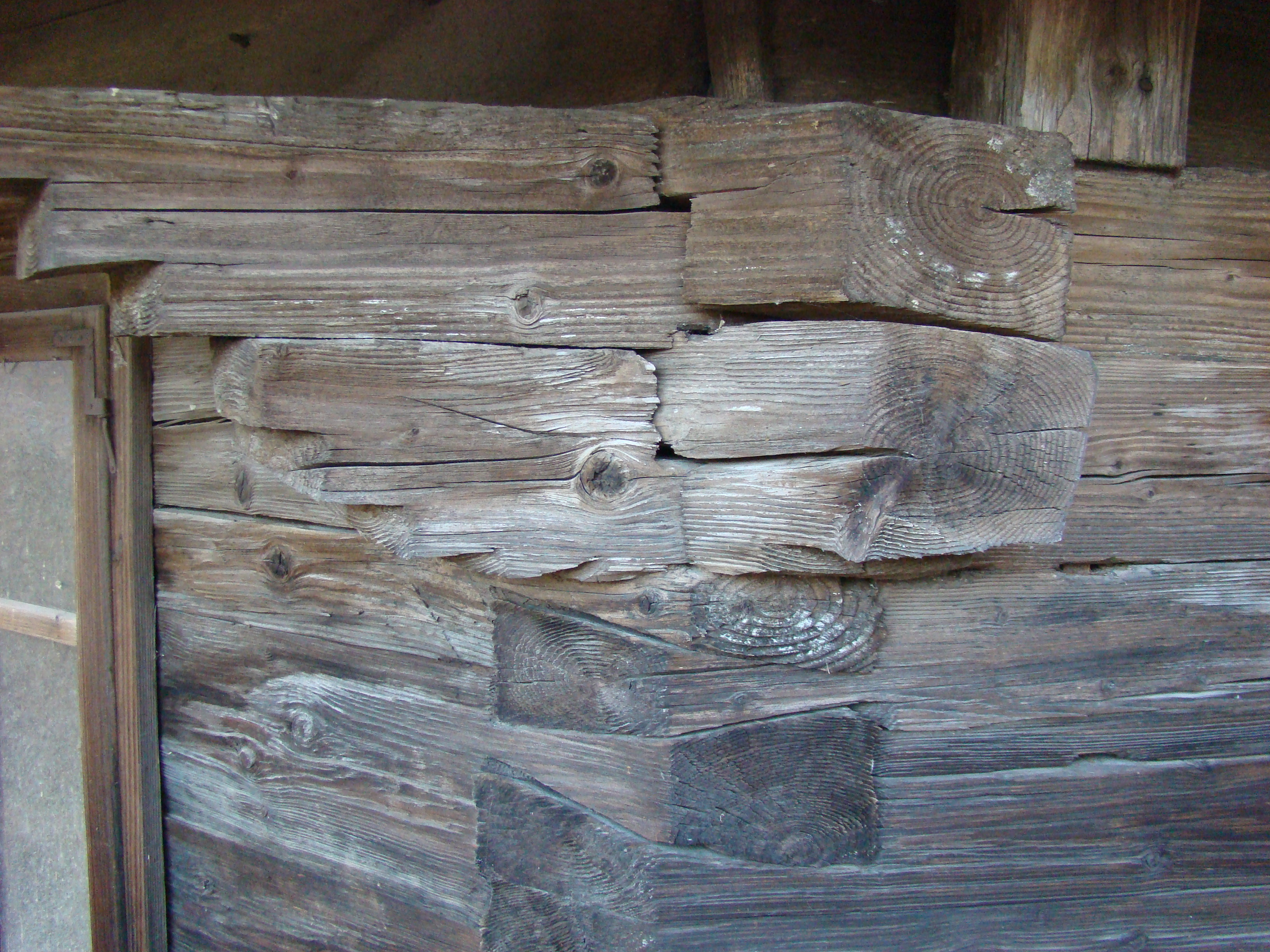
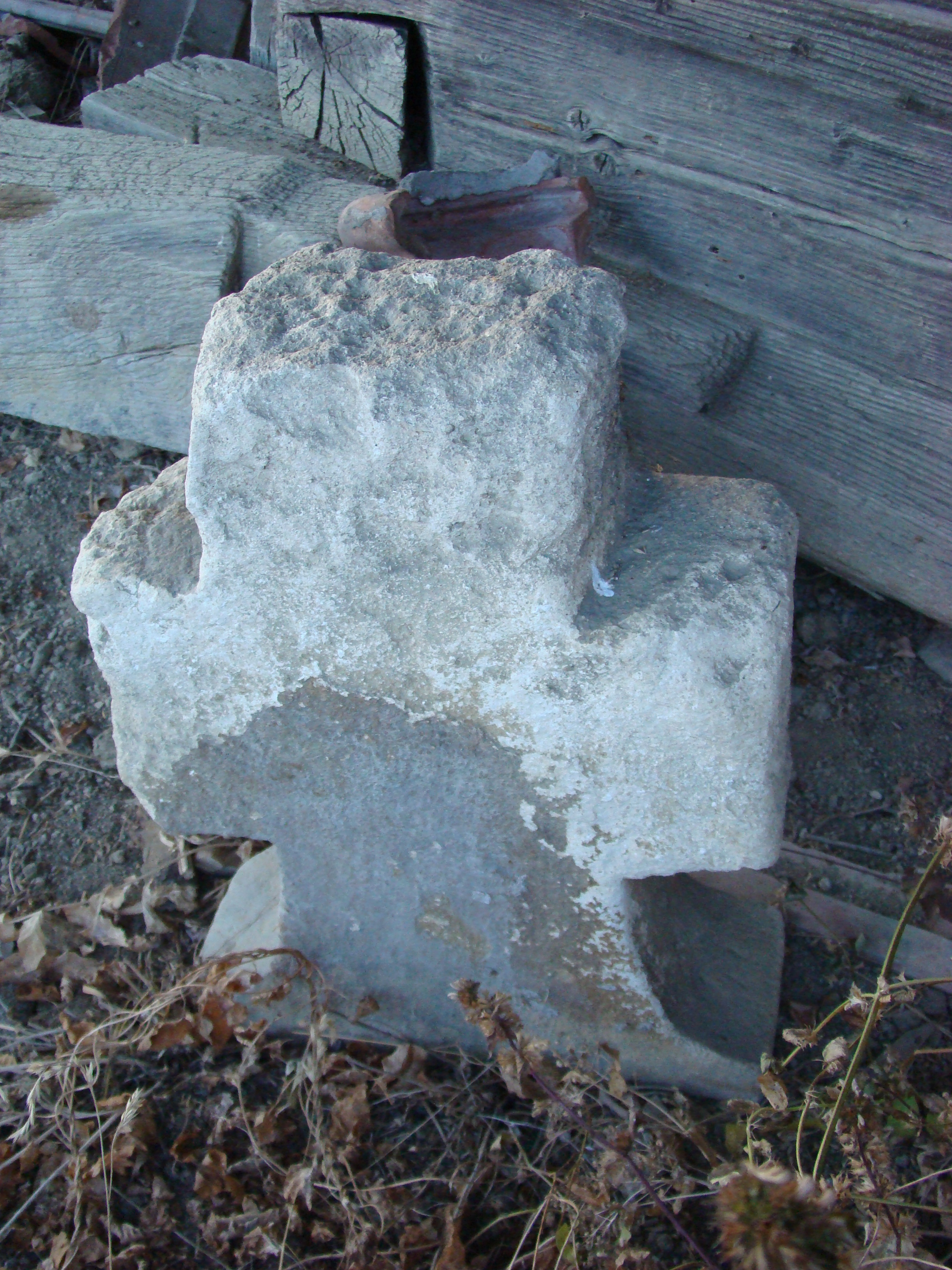
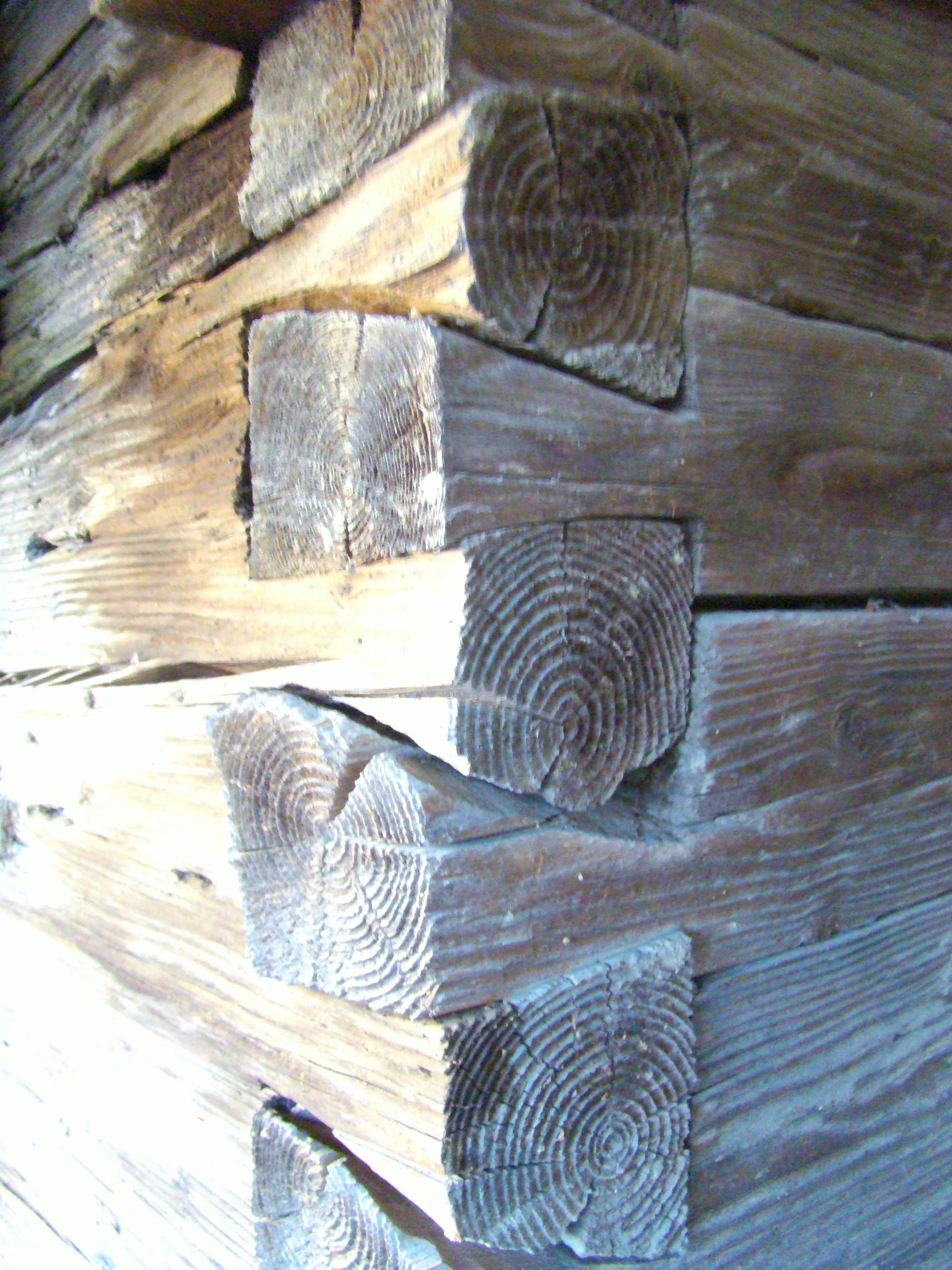
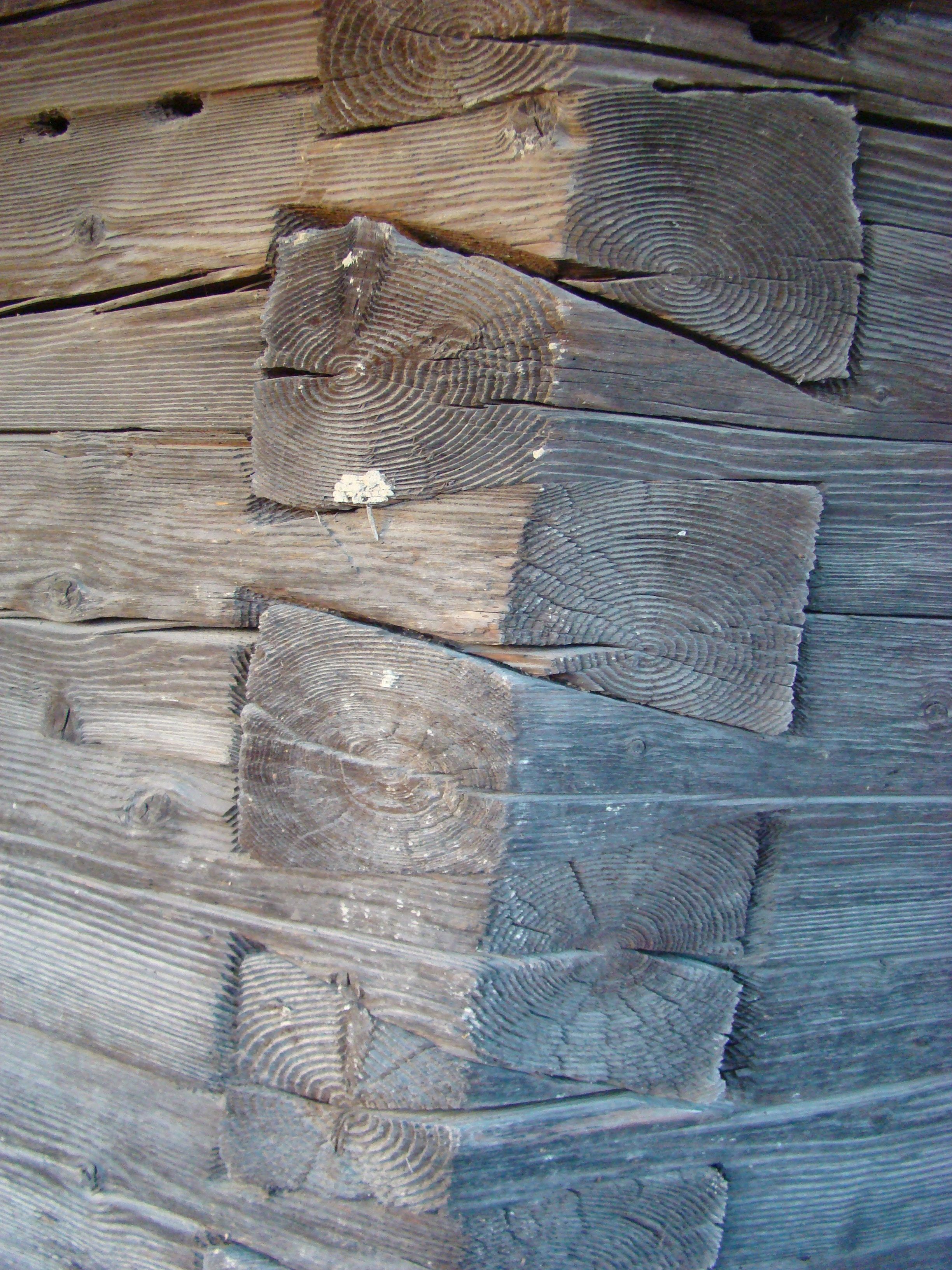
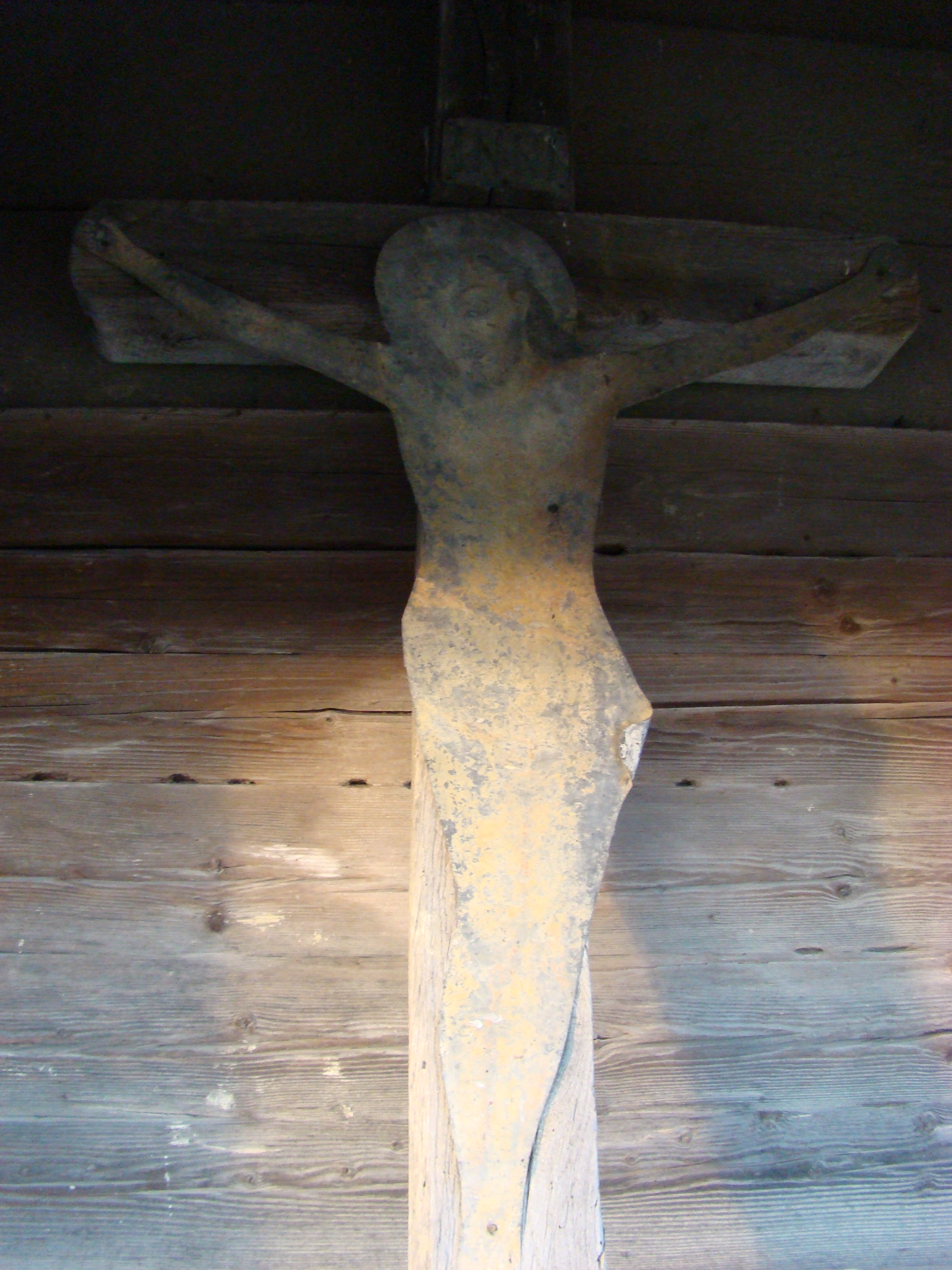
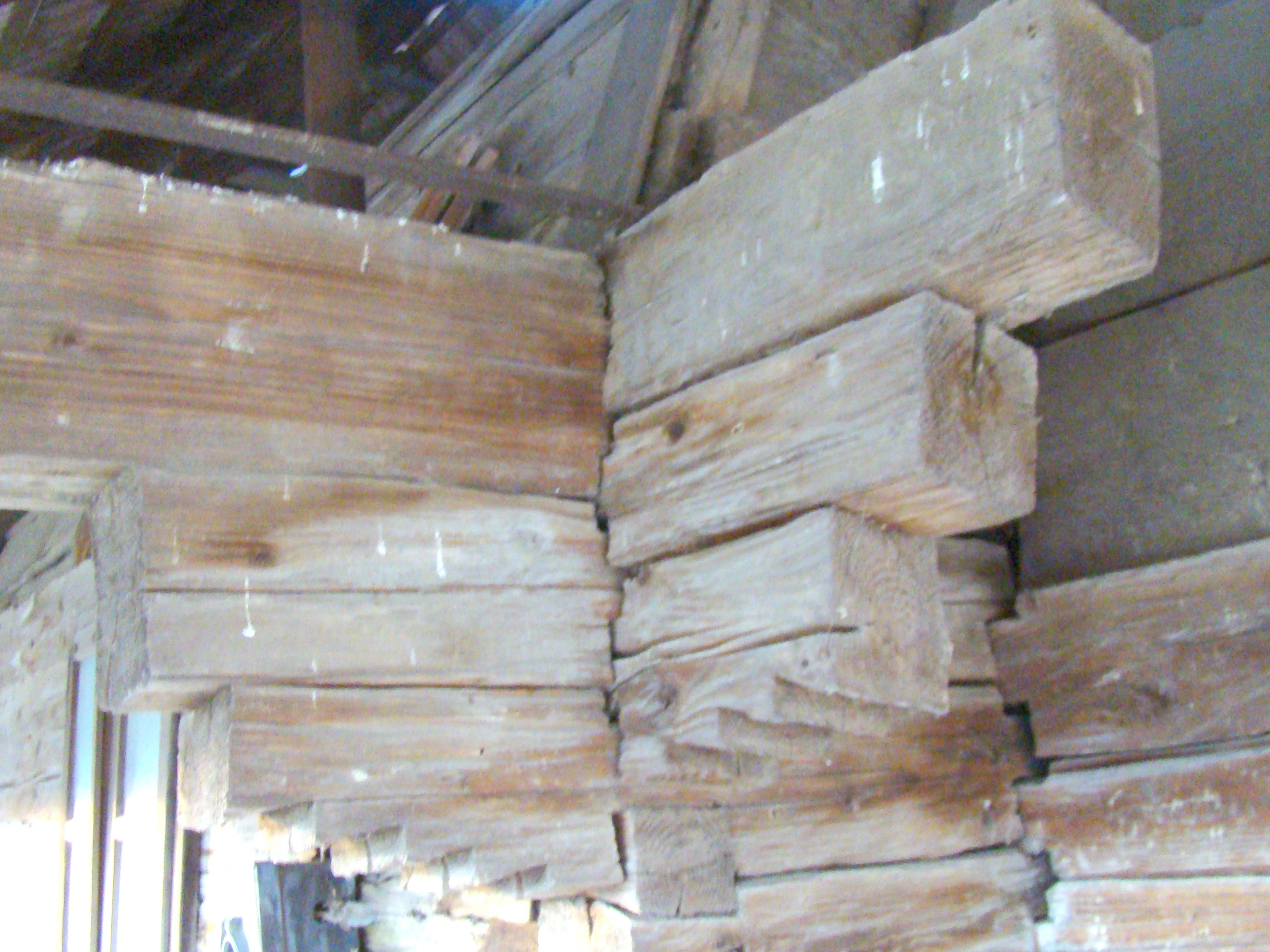
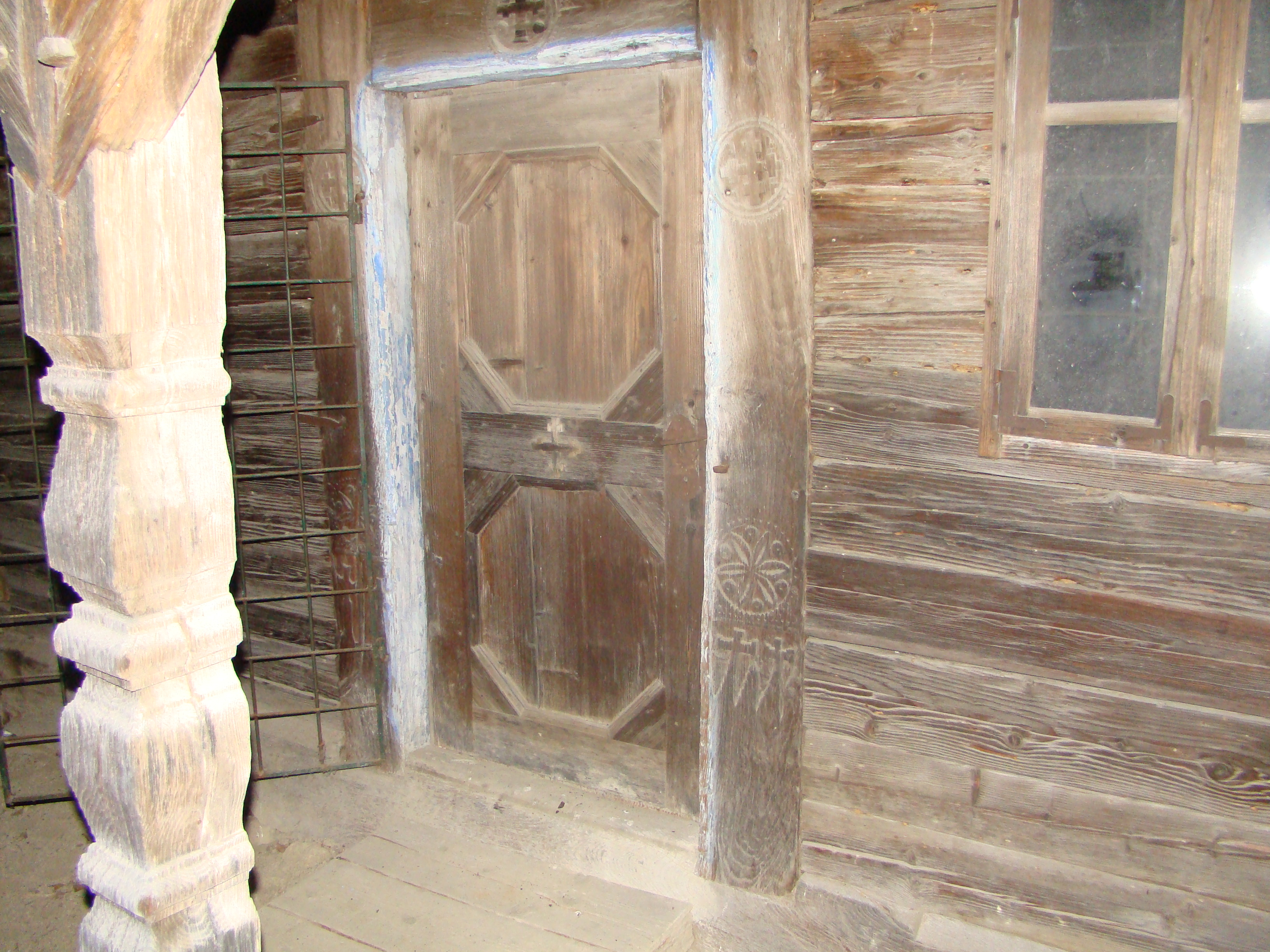
Pe prispa bisericii
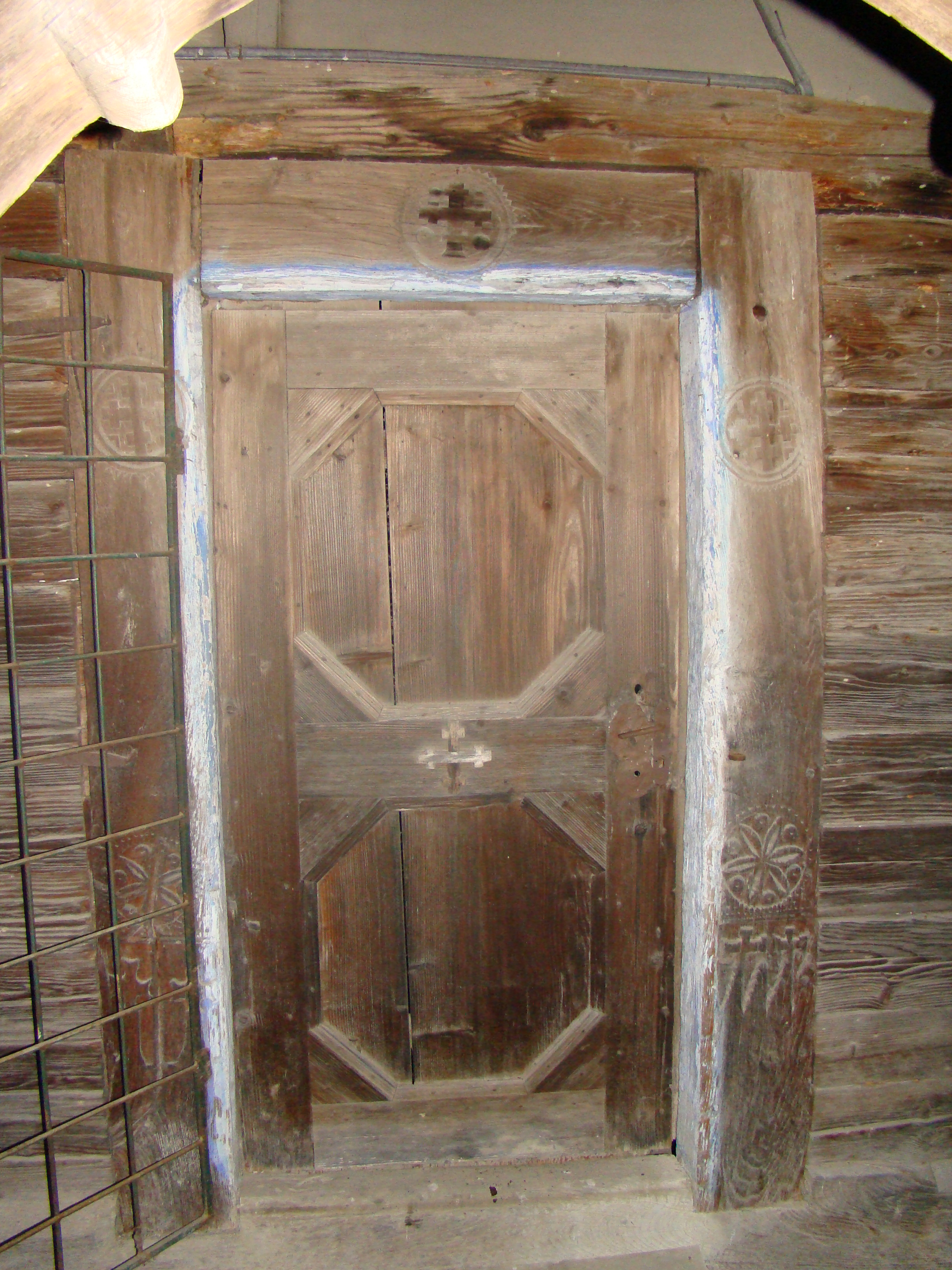
Portalul bisericii
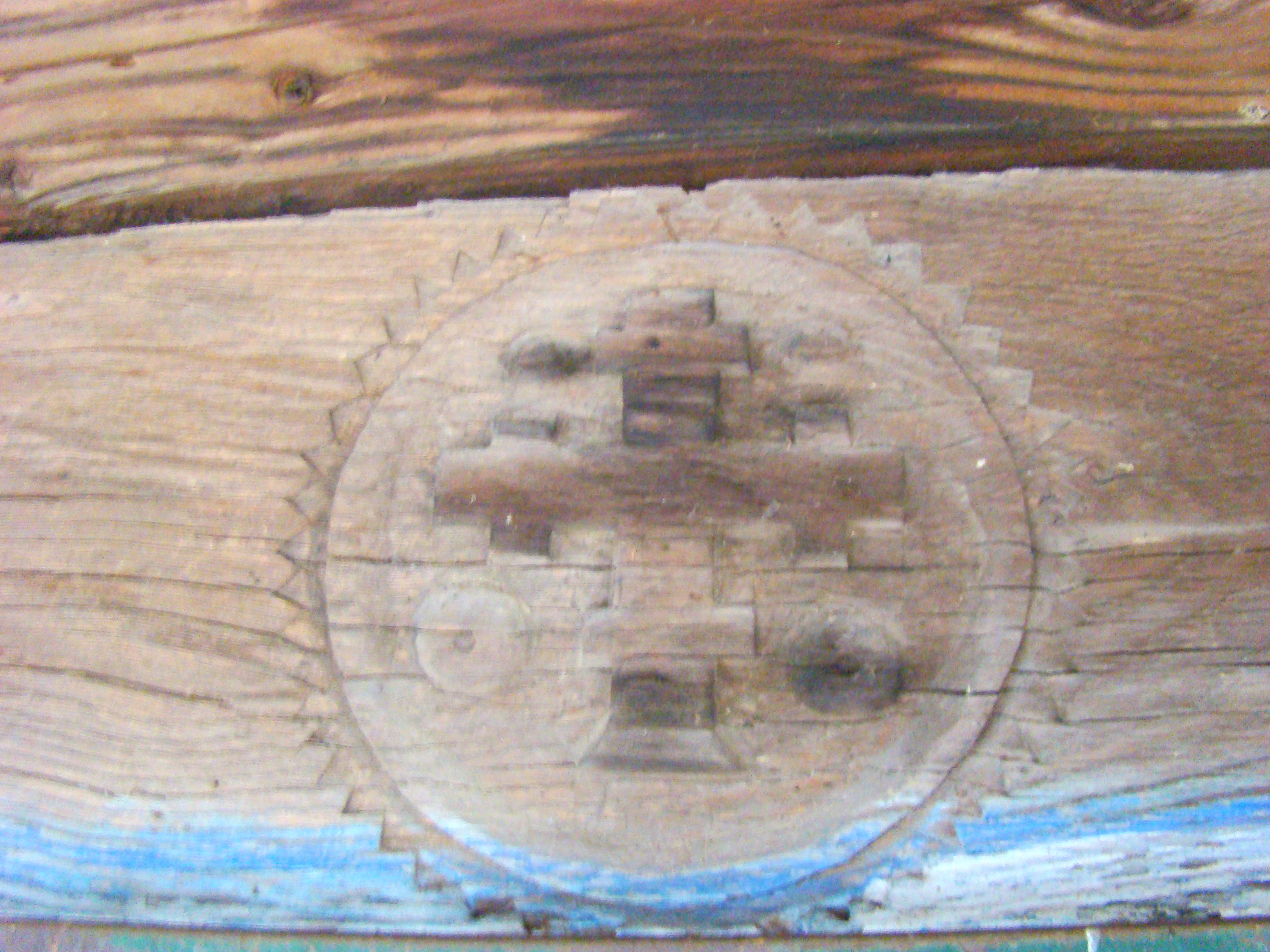
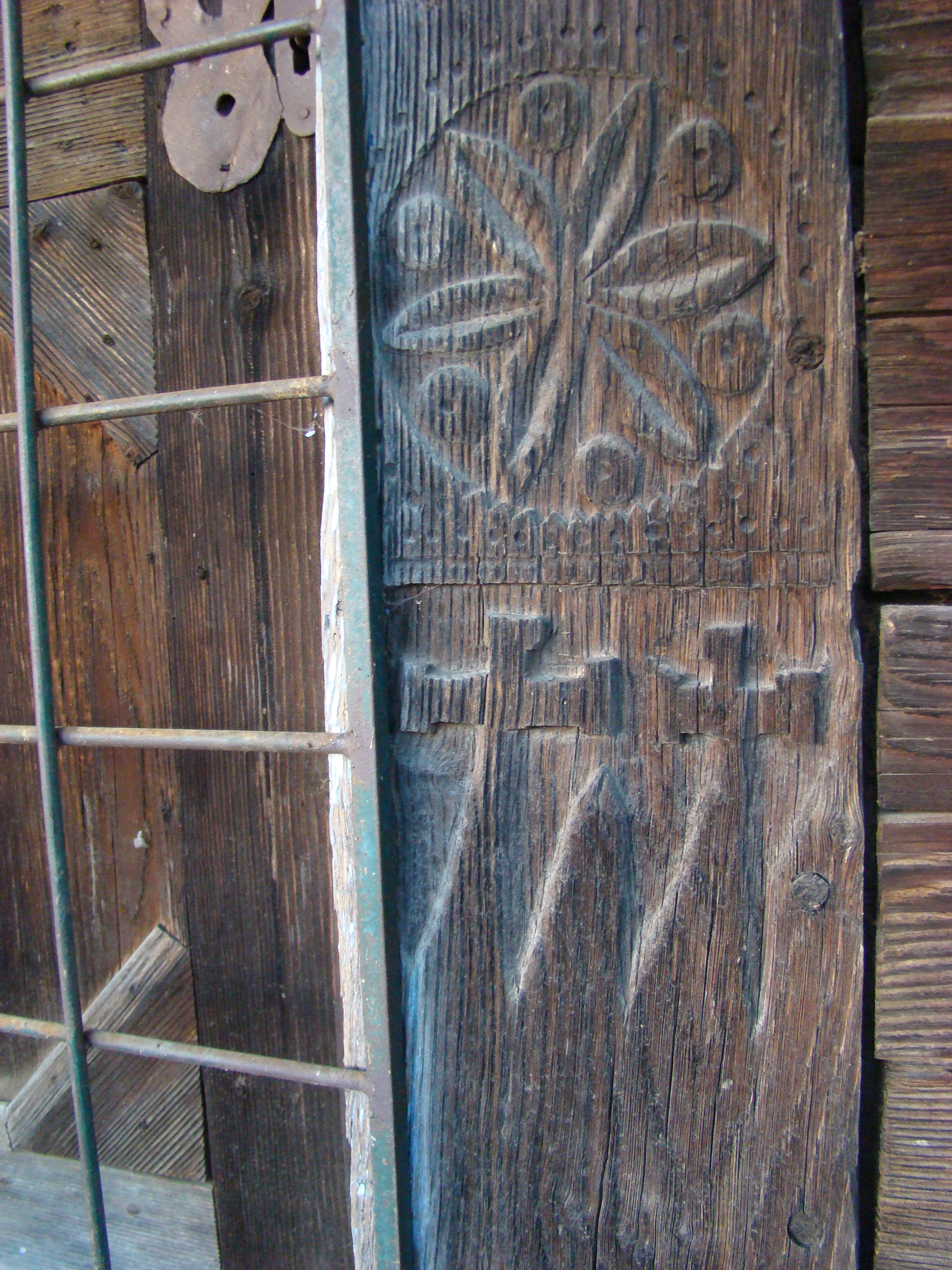
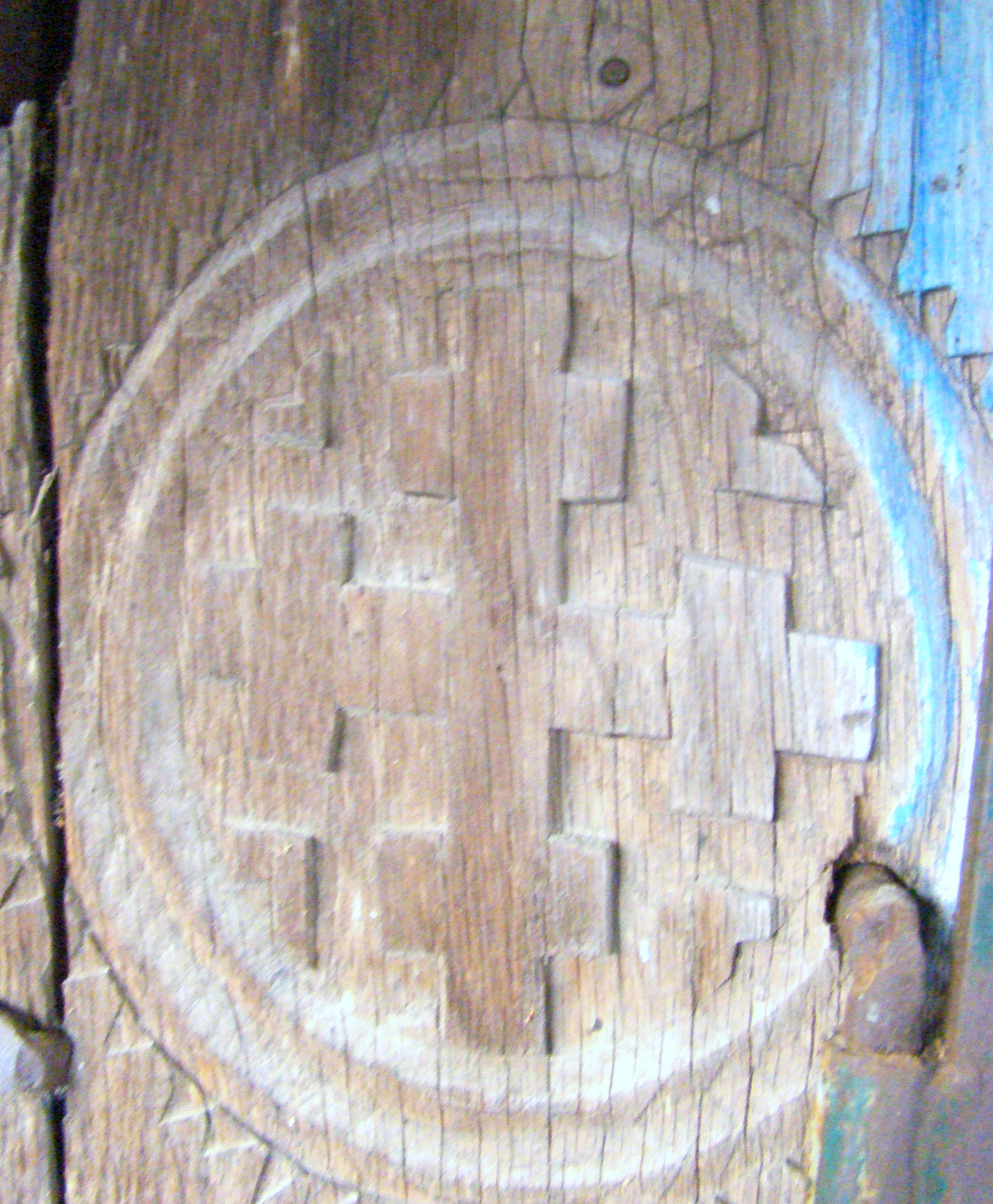
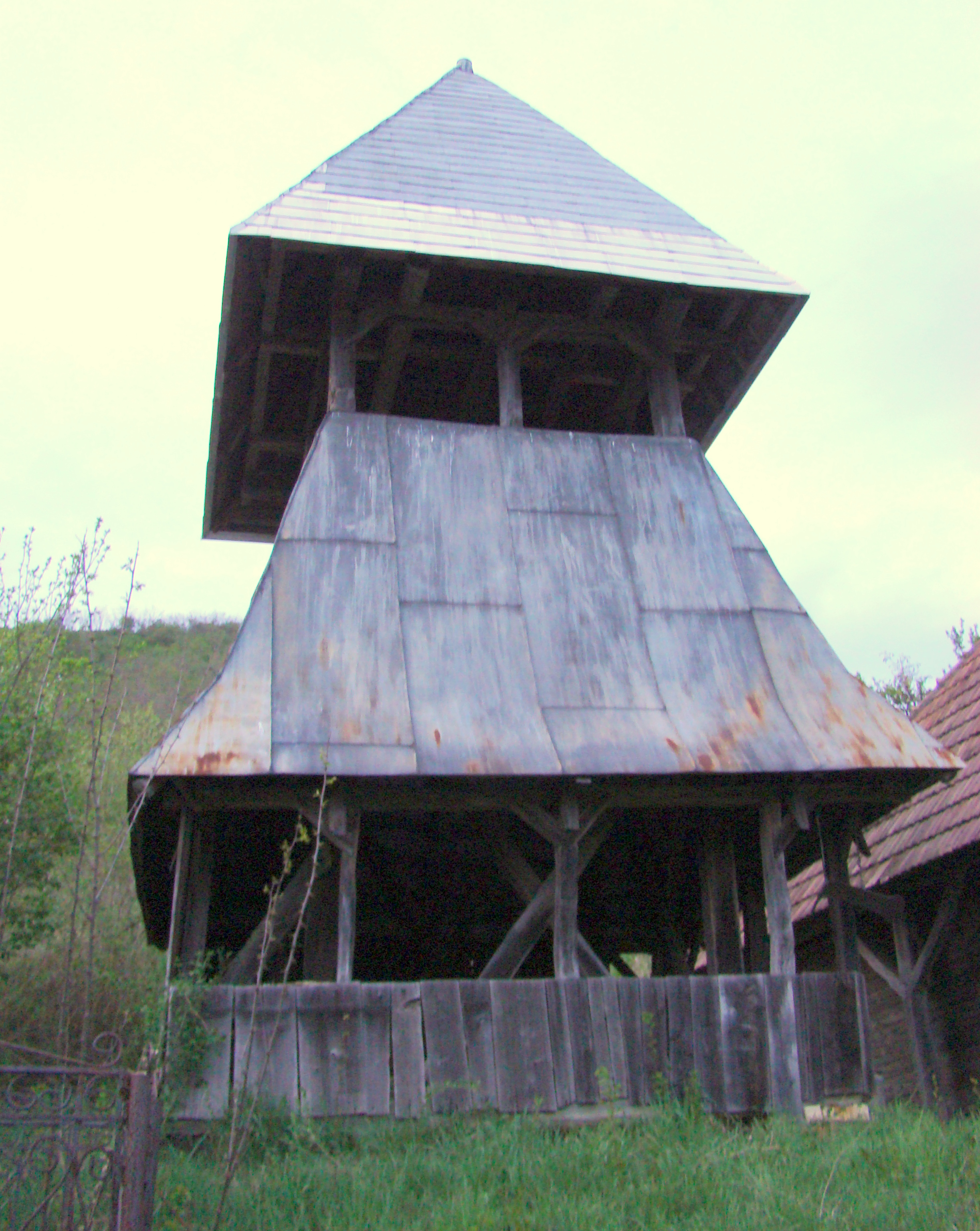
Clopotniţa
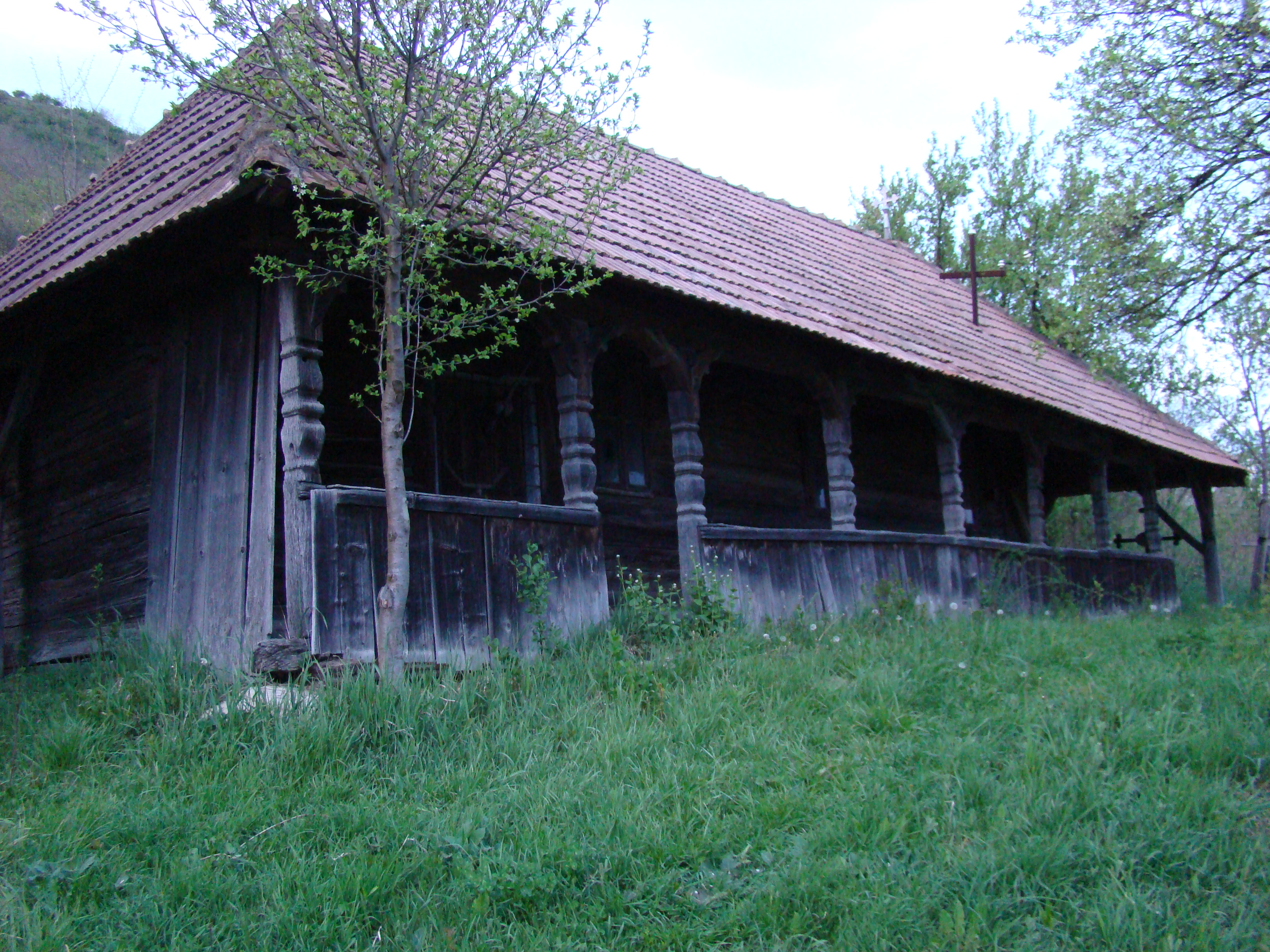
Latura de sud
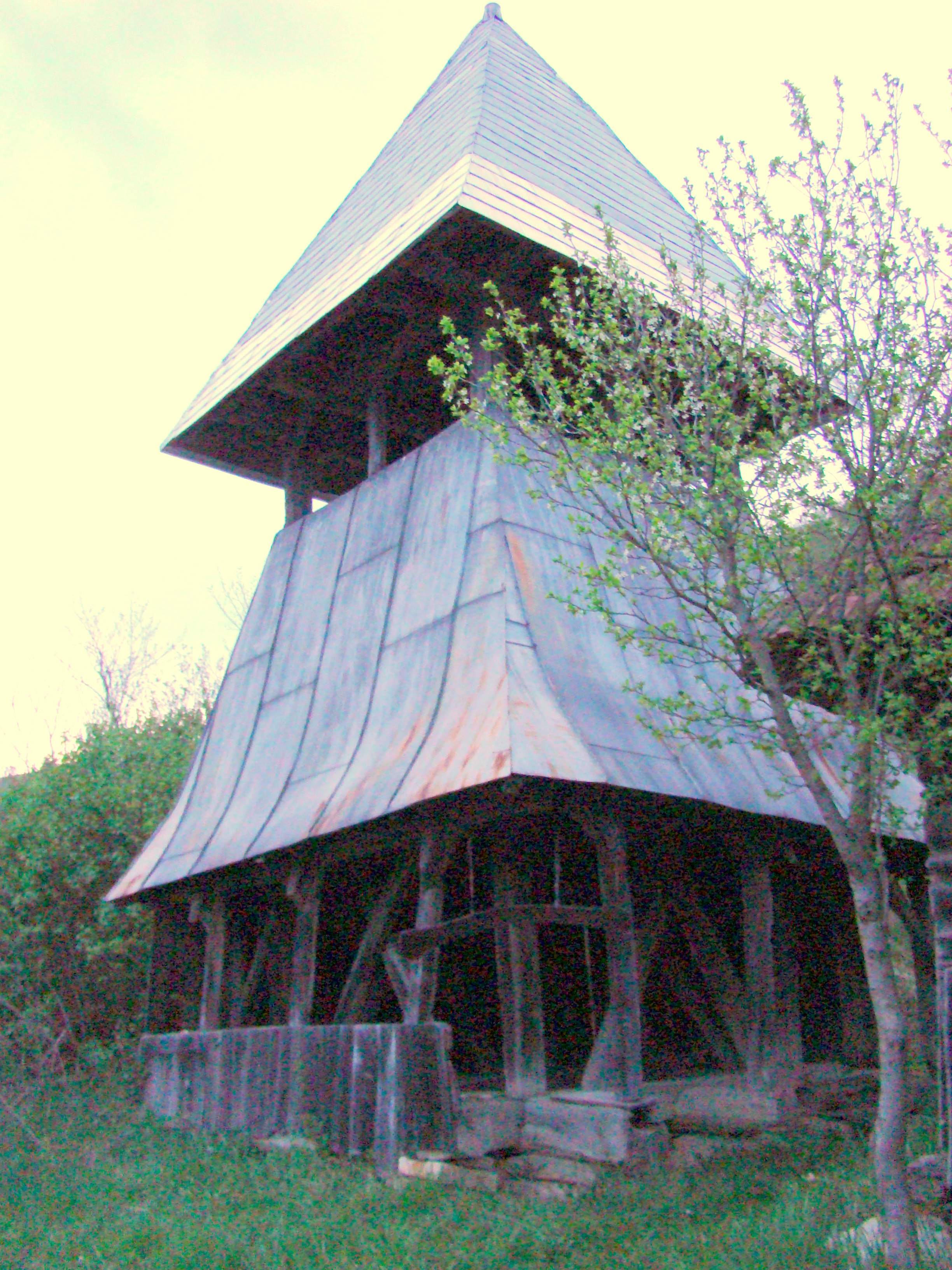
Clopotniţa
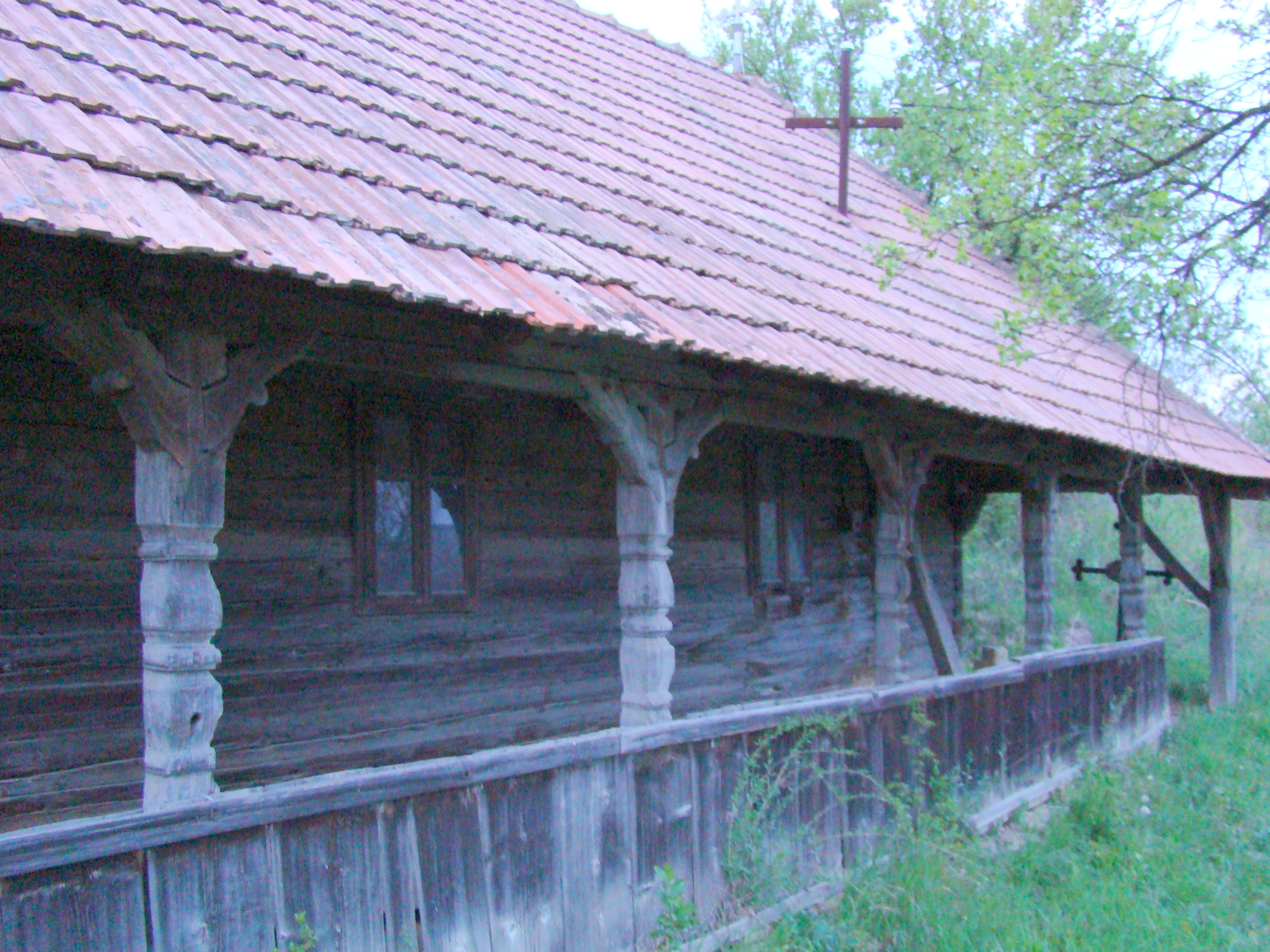
Prispa bisericii
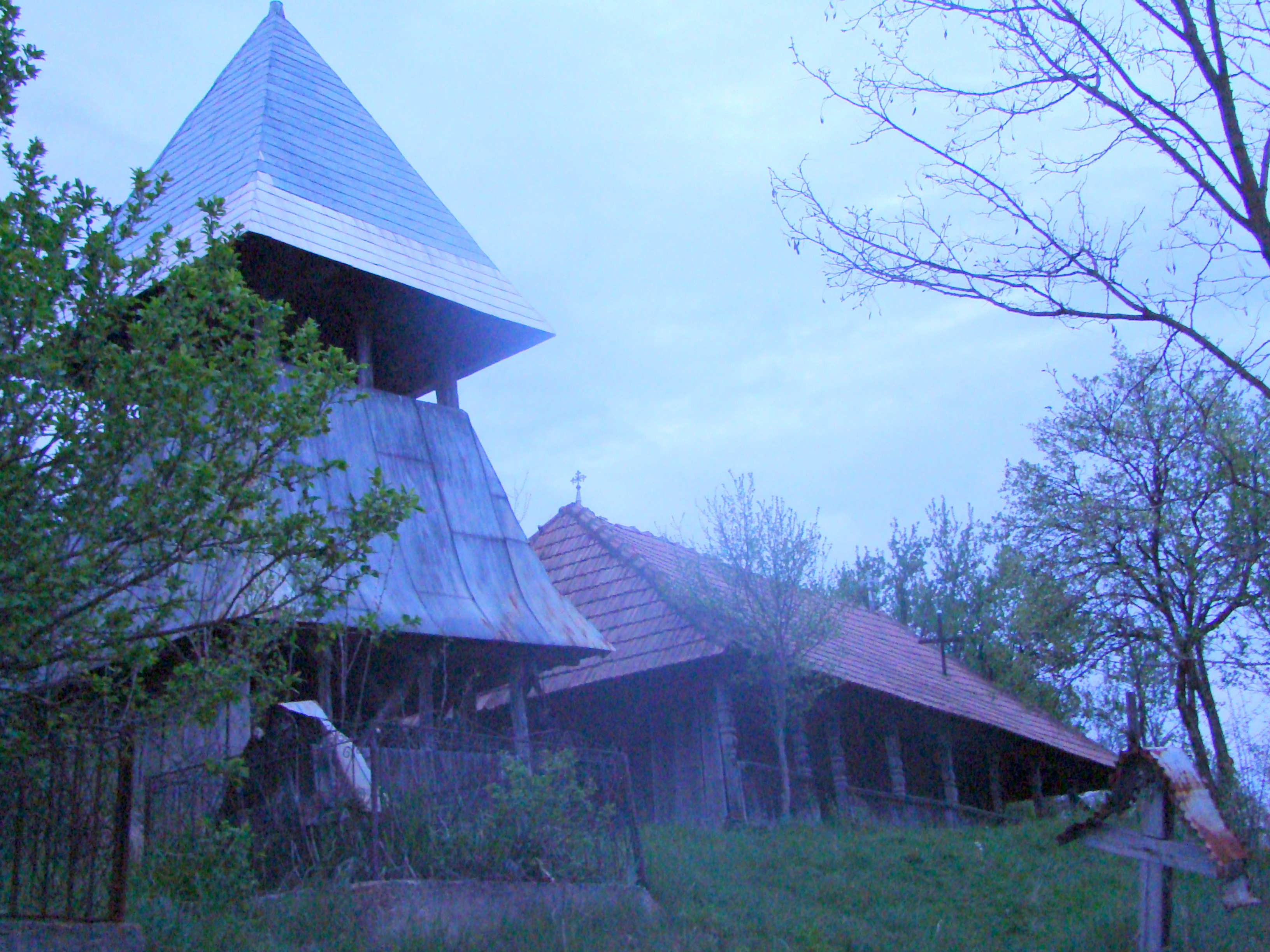
Vedere de ansamblu
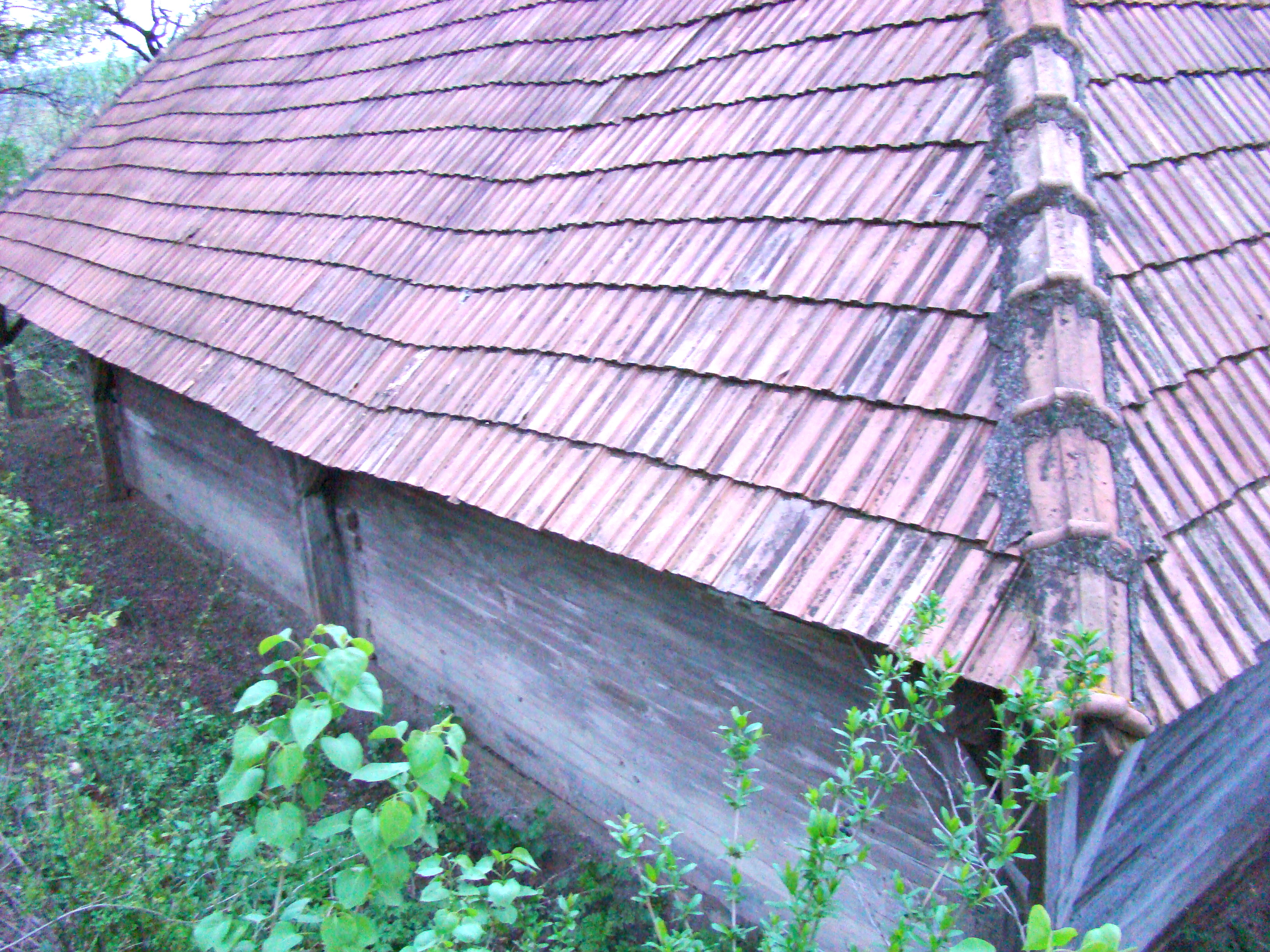
Acoperişul de ţiglă al bisericii
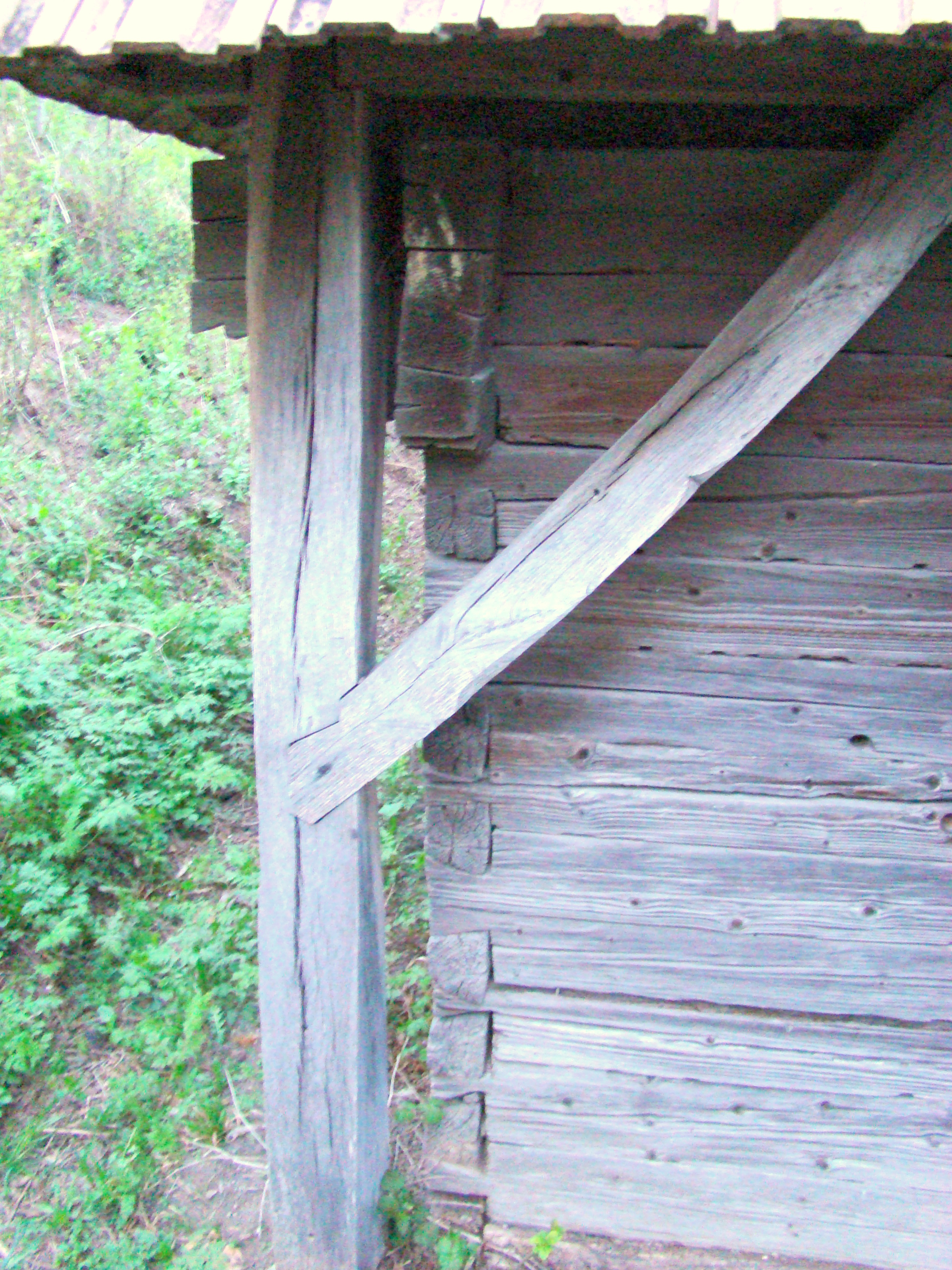
Stâlp de susţinere
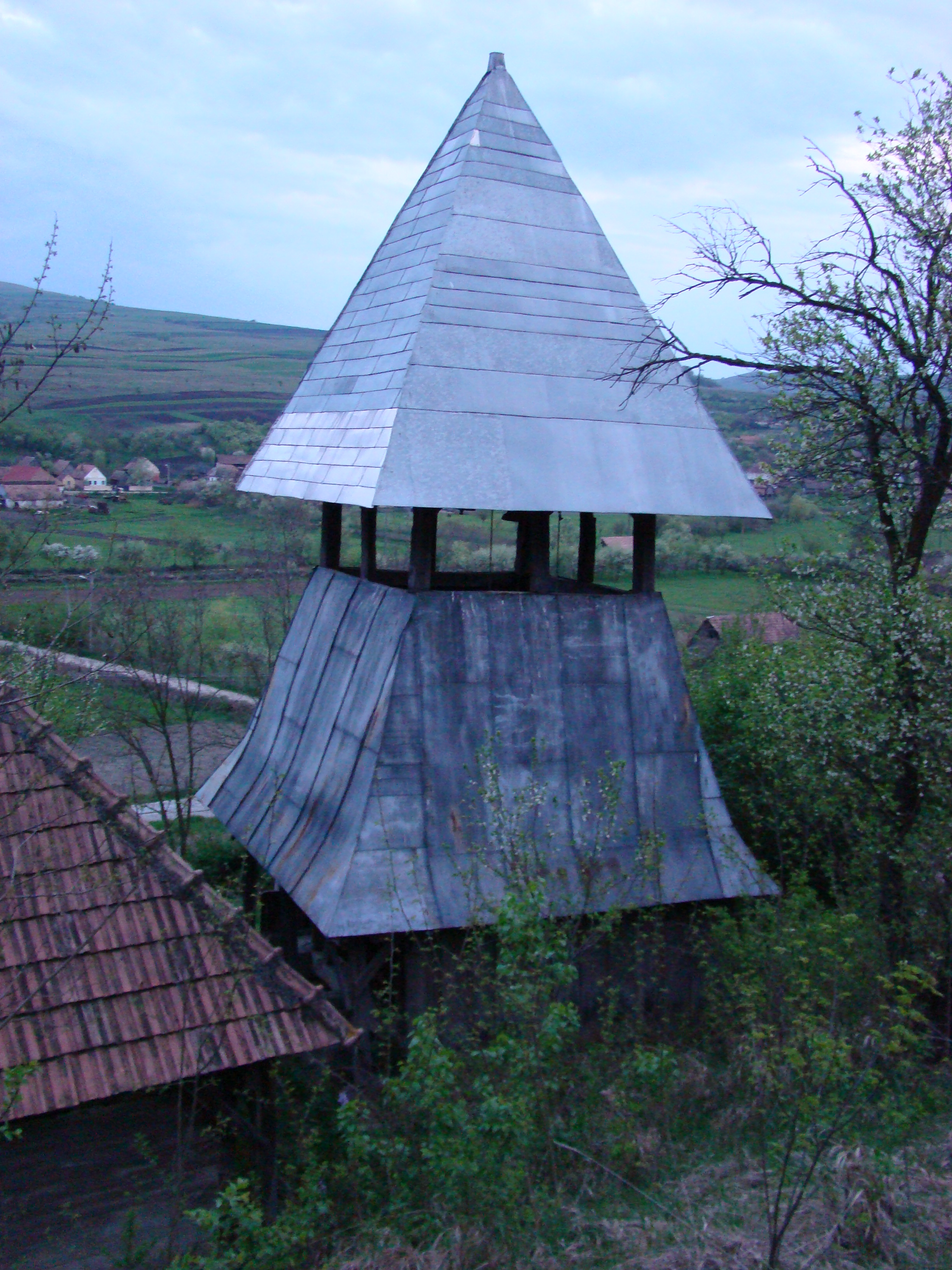
Clopotniţa
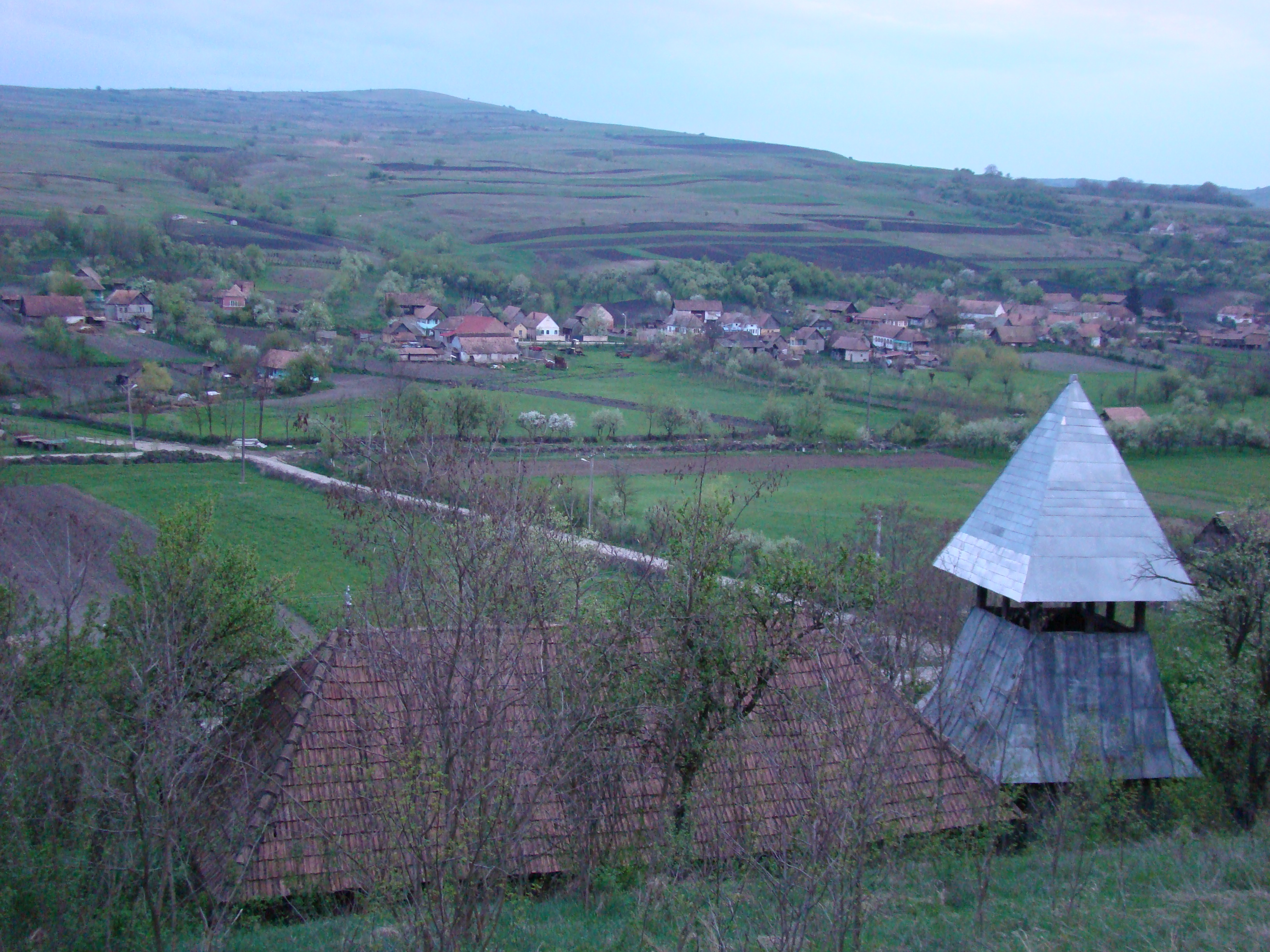
Satul, văzut de pe dealul bisericii
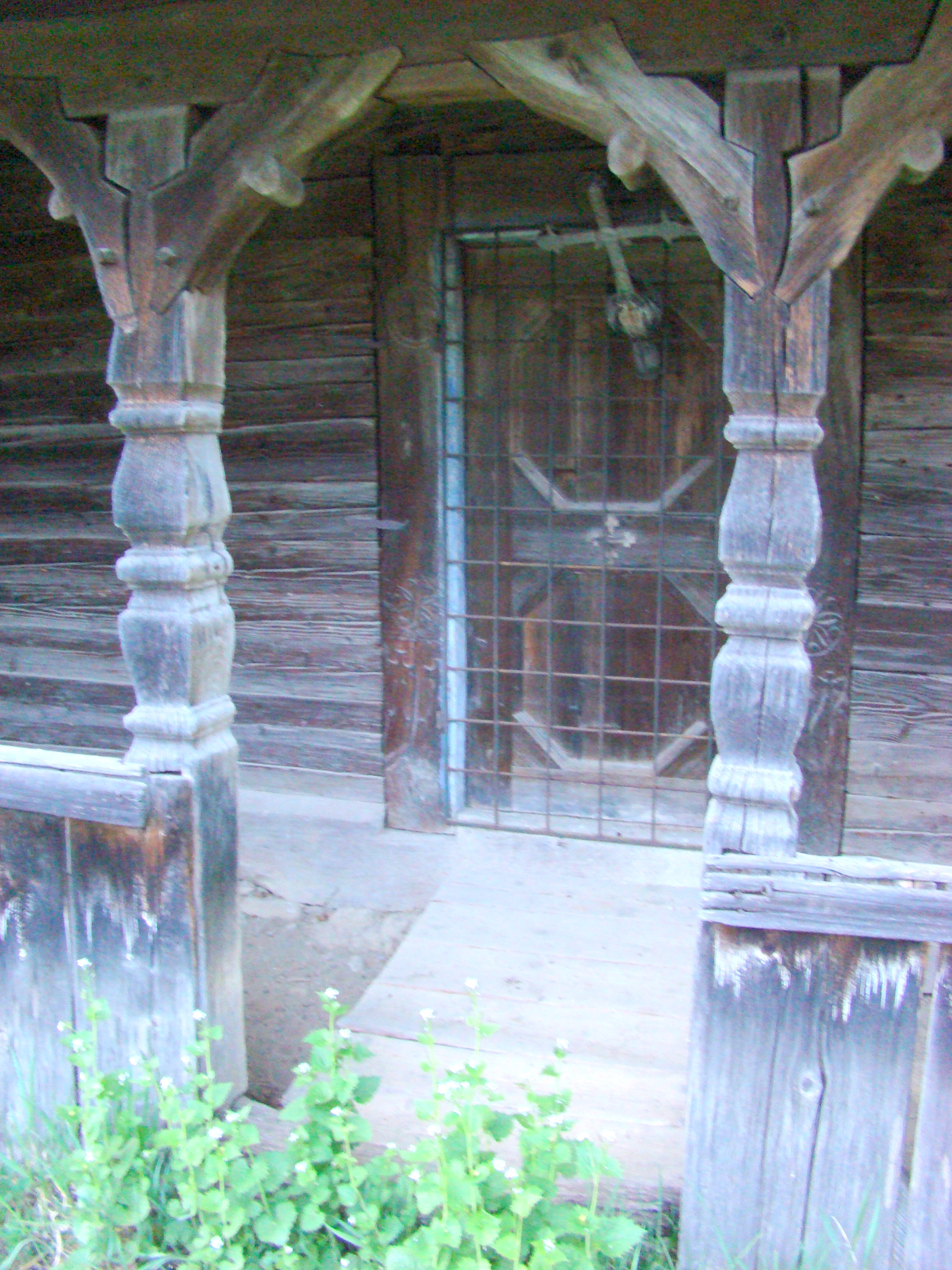
Intrarea pe prispă
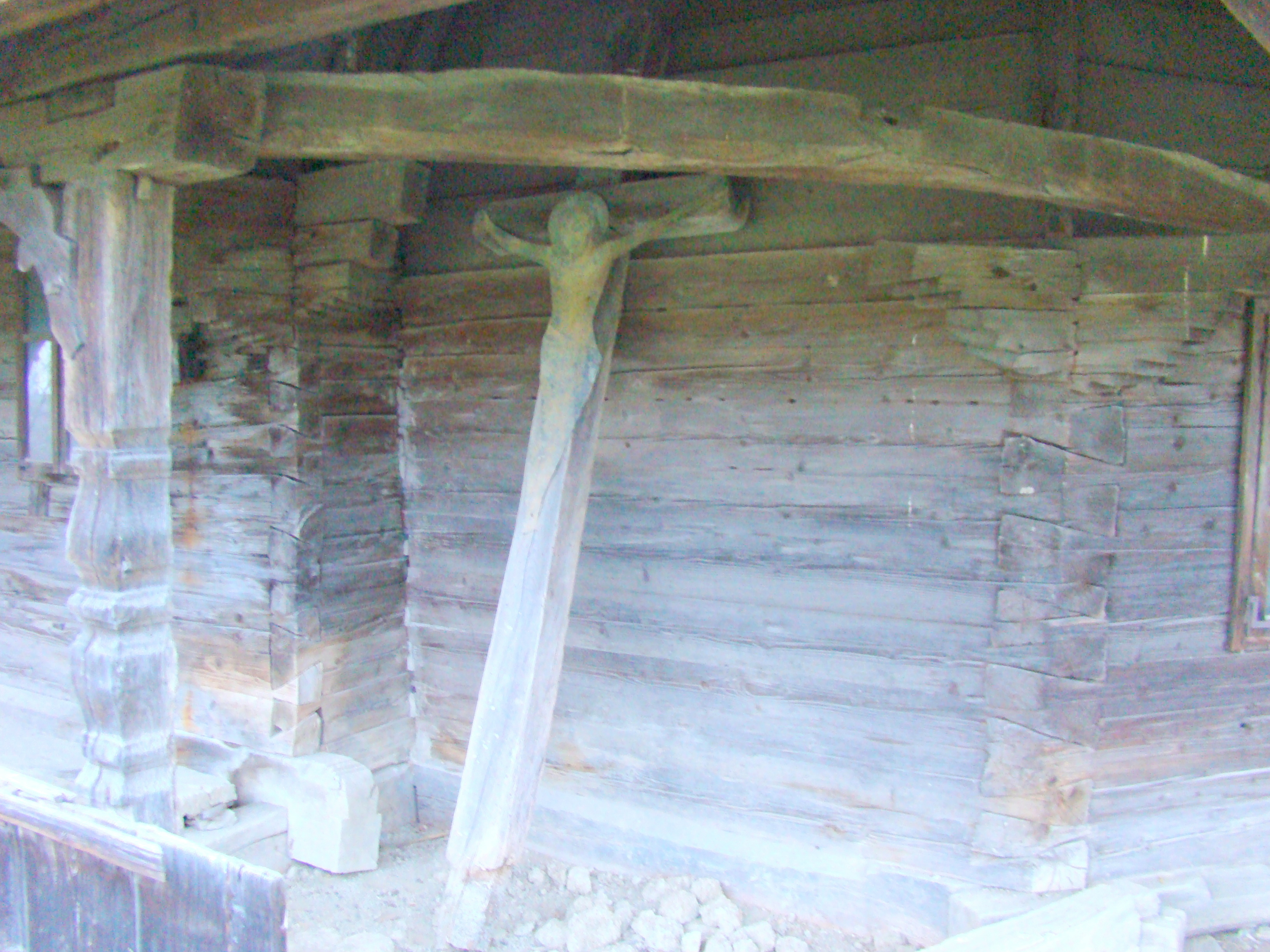
Decroşul absidei. Cruce sprijinită de biserică
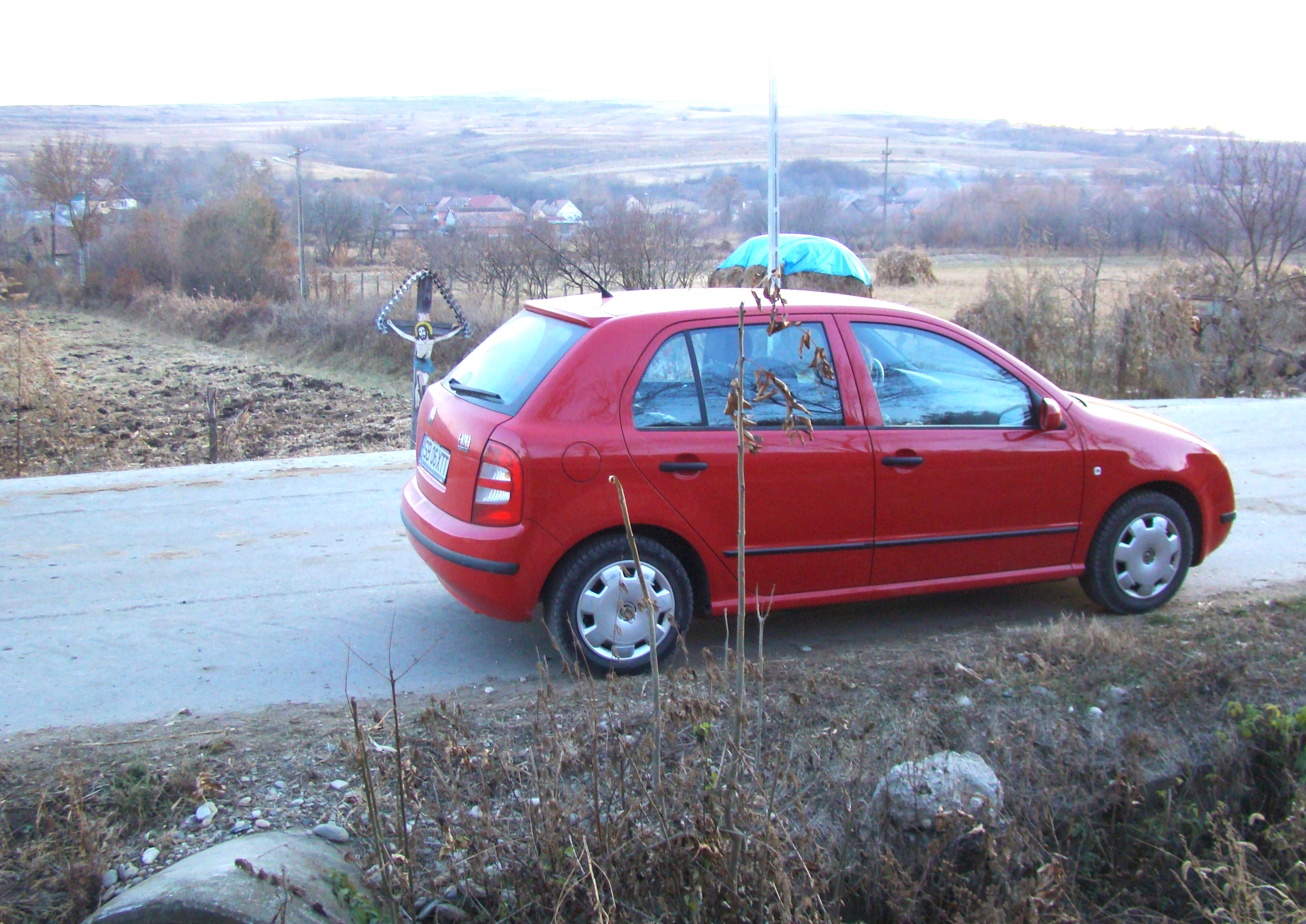

## Imagini din interior

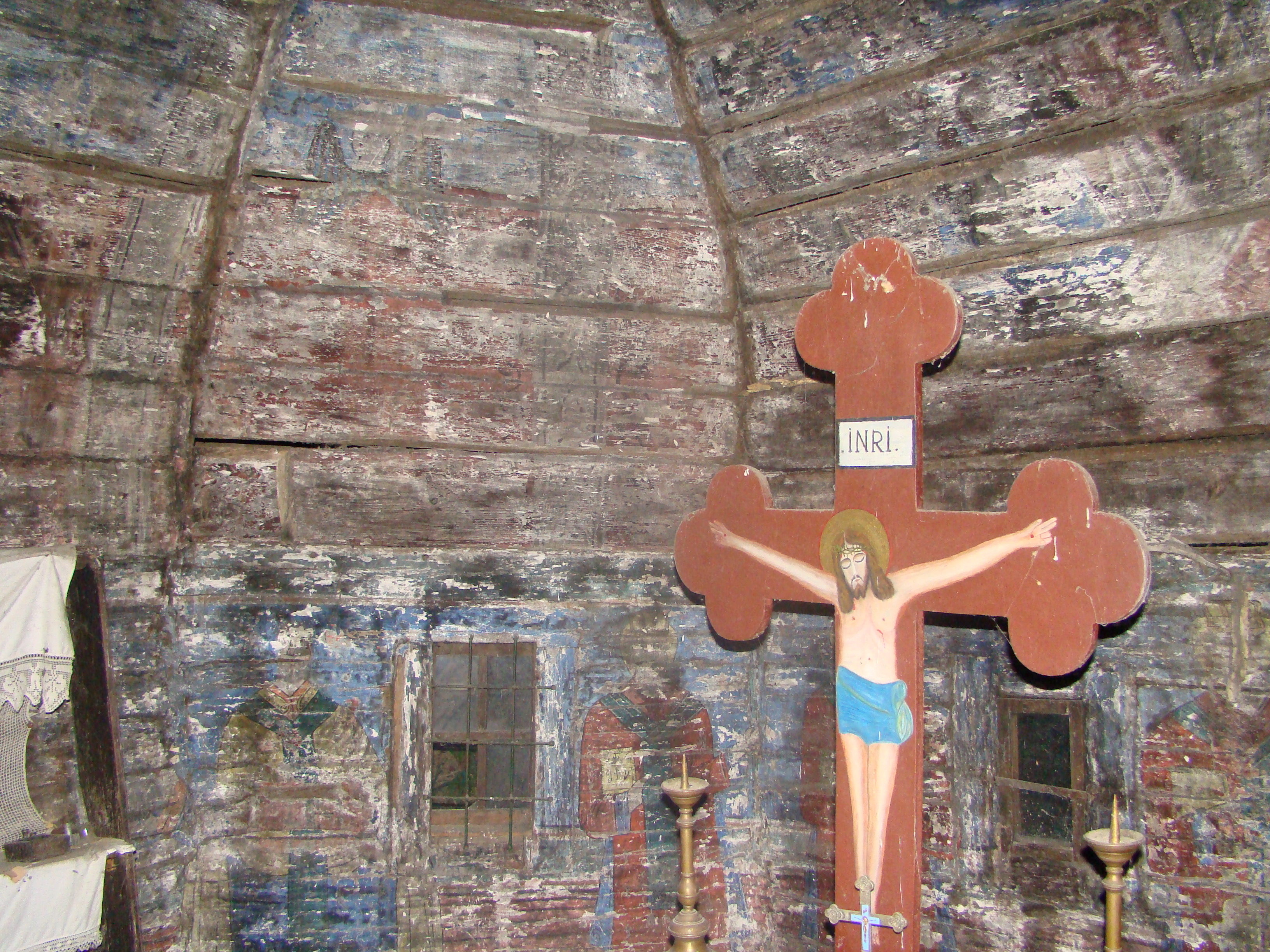
În altar
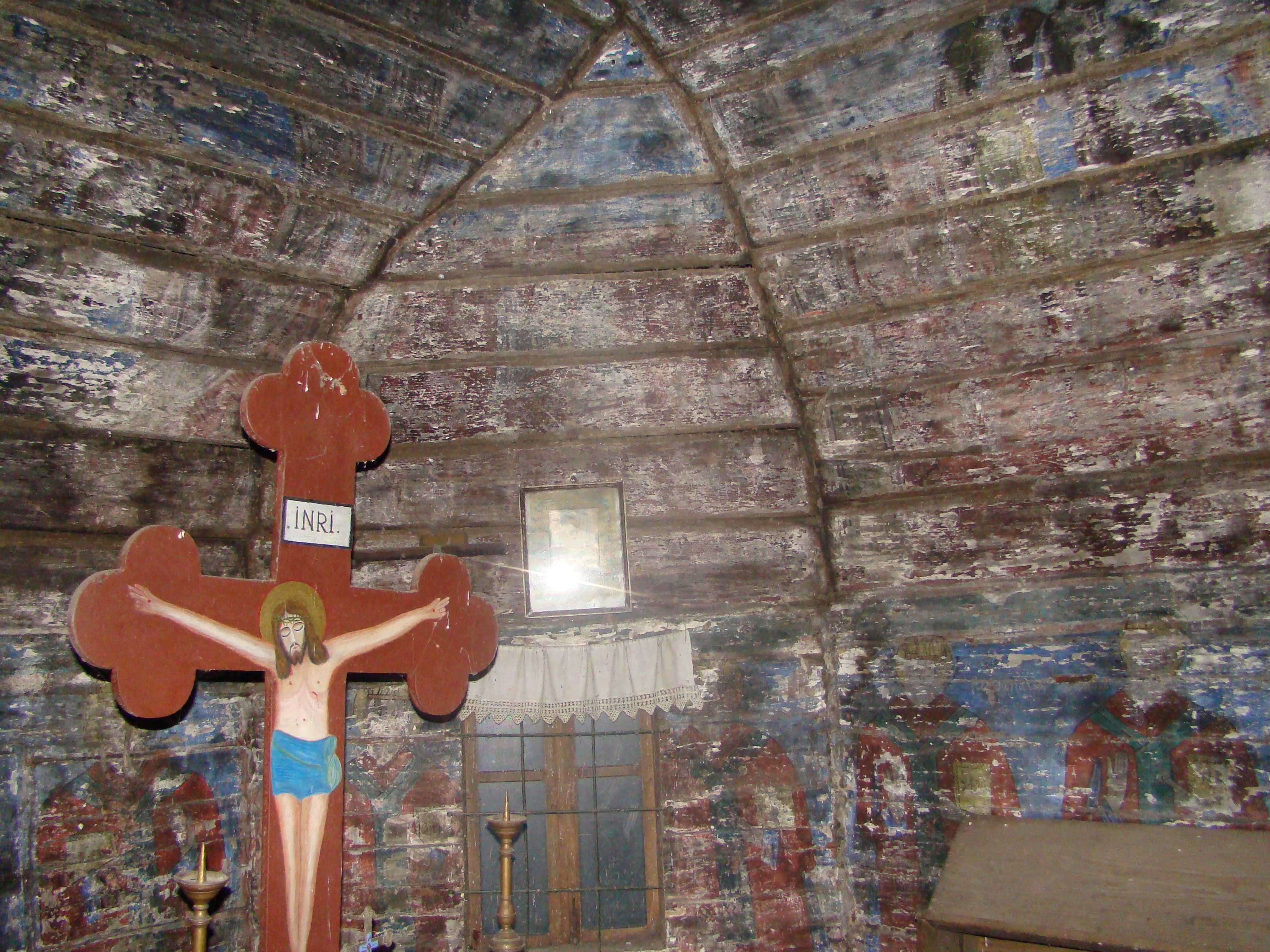
Pictură în absida altarului
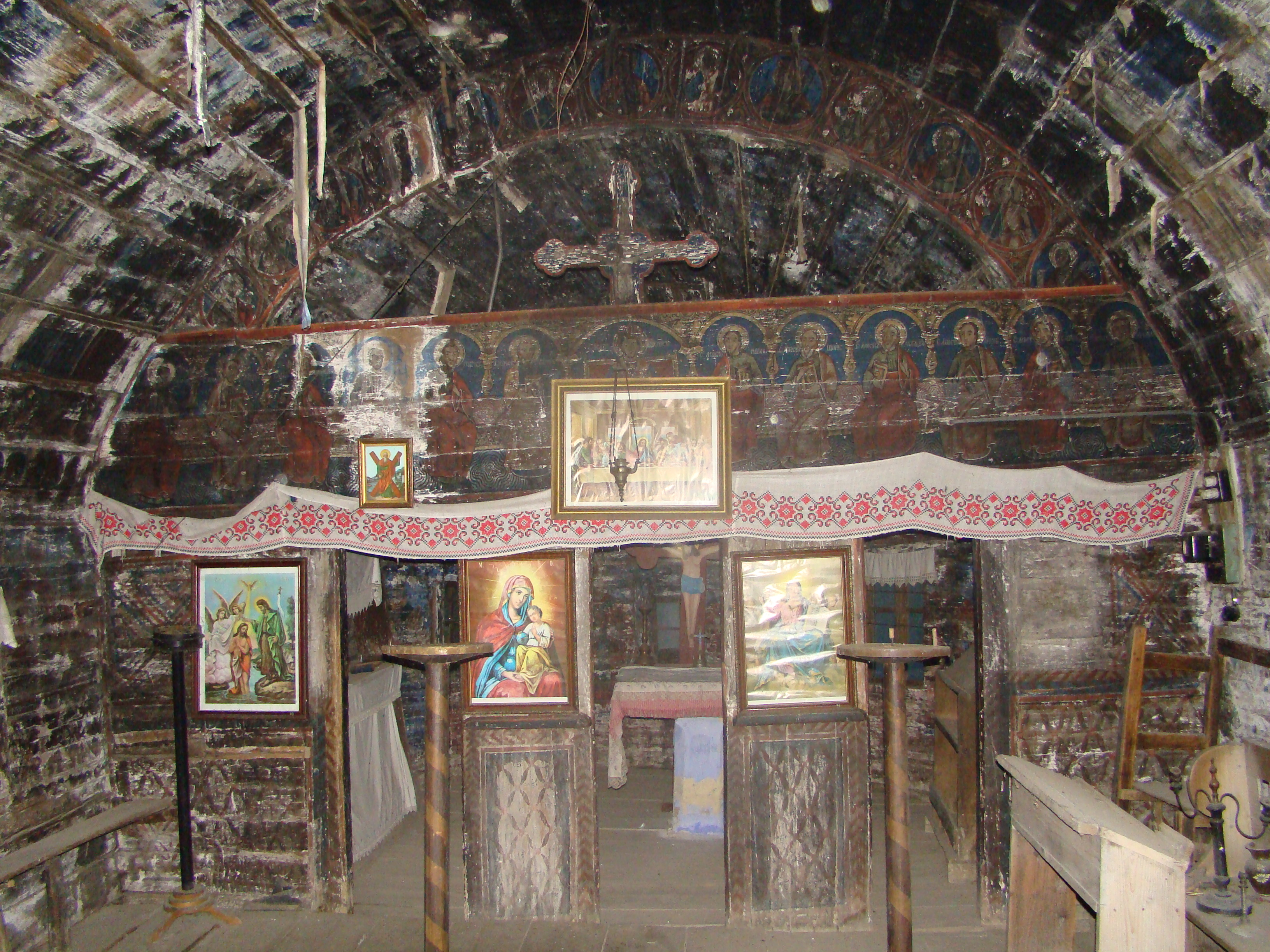
Iconostasul, tâmpla şi intrările împărăteşti
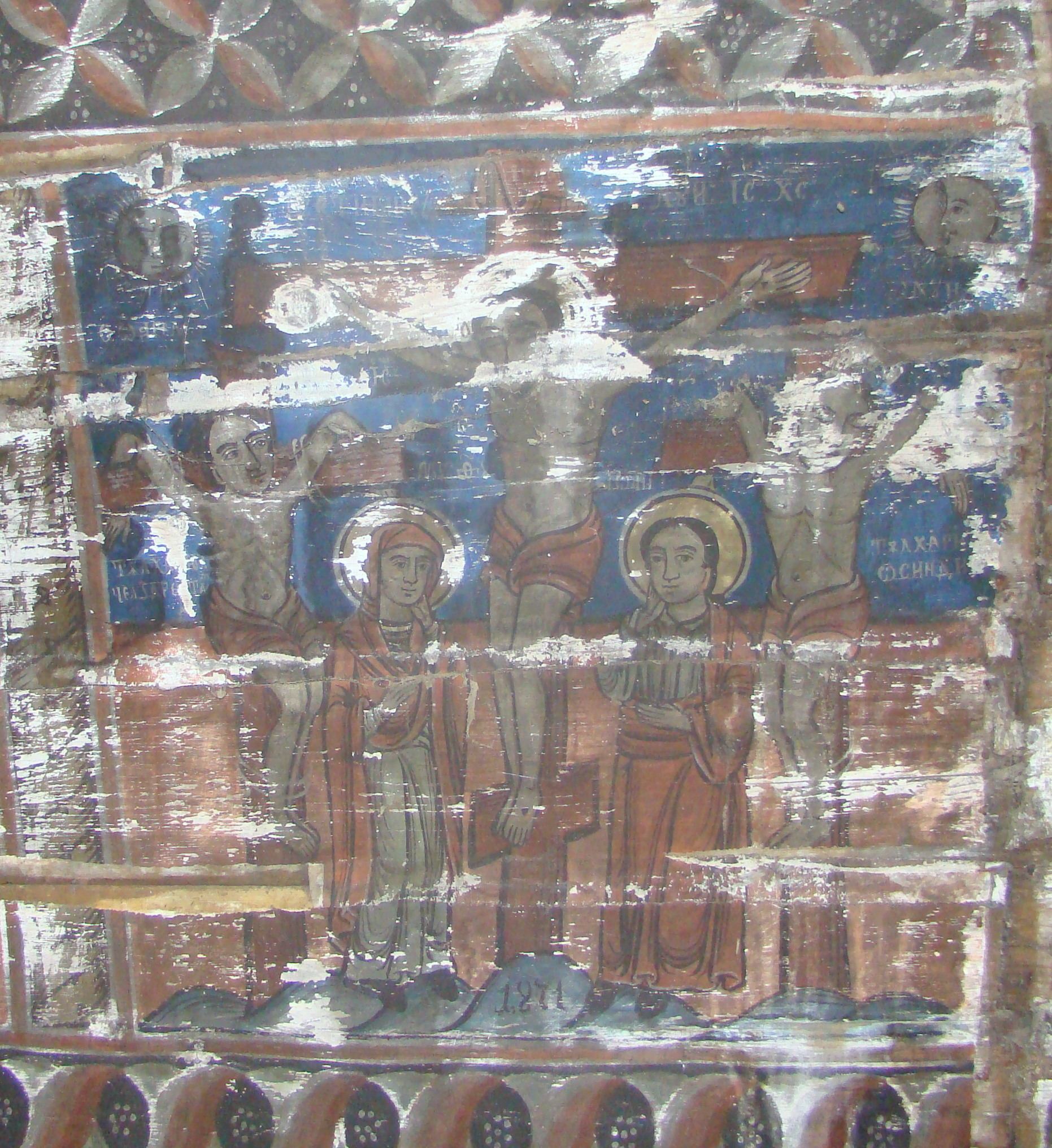
Detaliu pictură: Răstignirea Domnului Isus Cristos
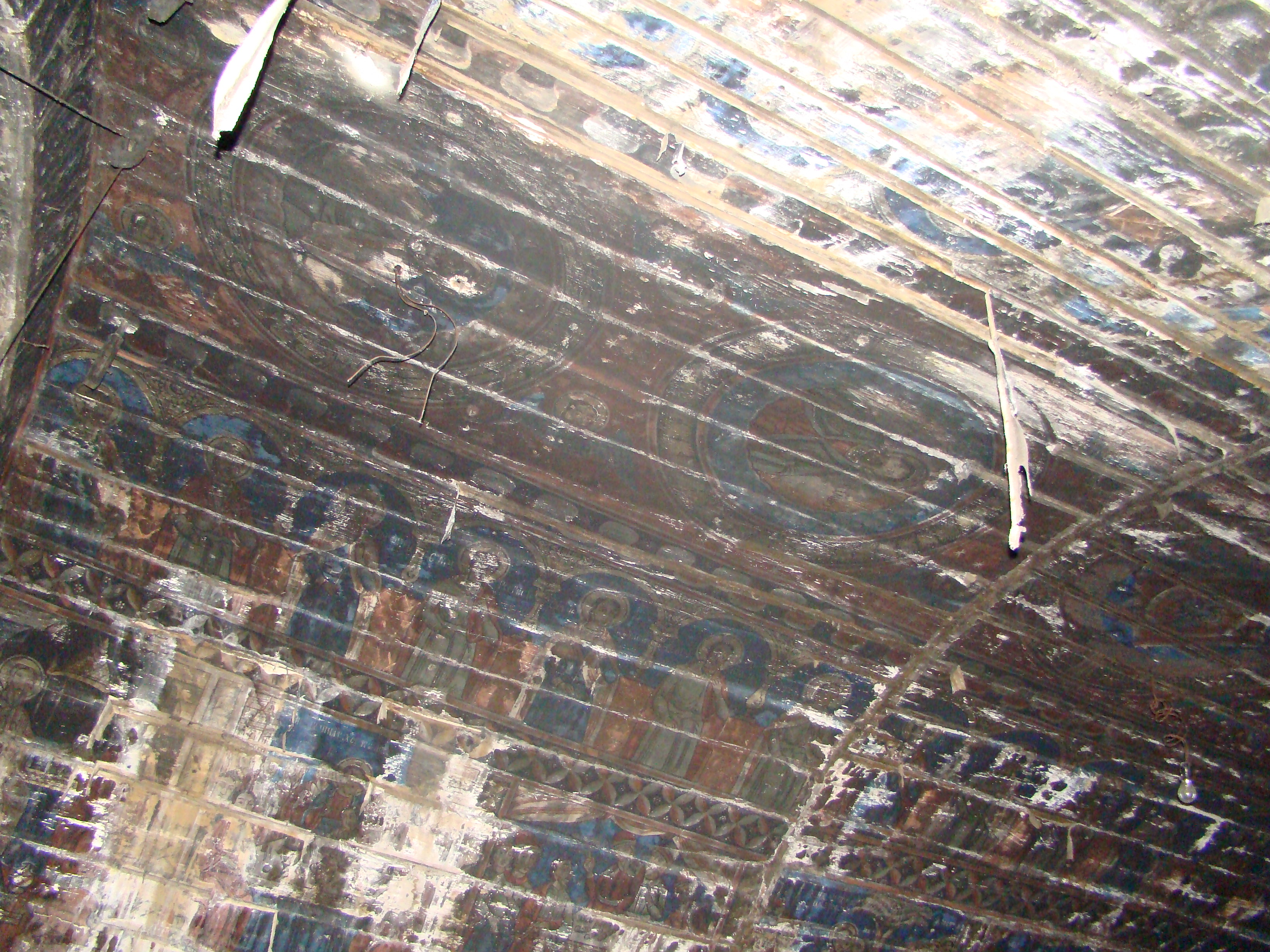
Bolta naosului
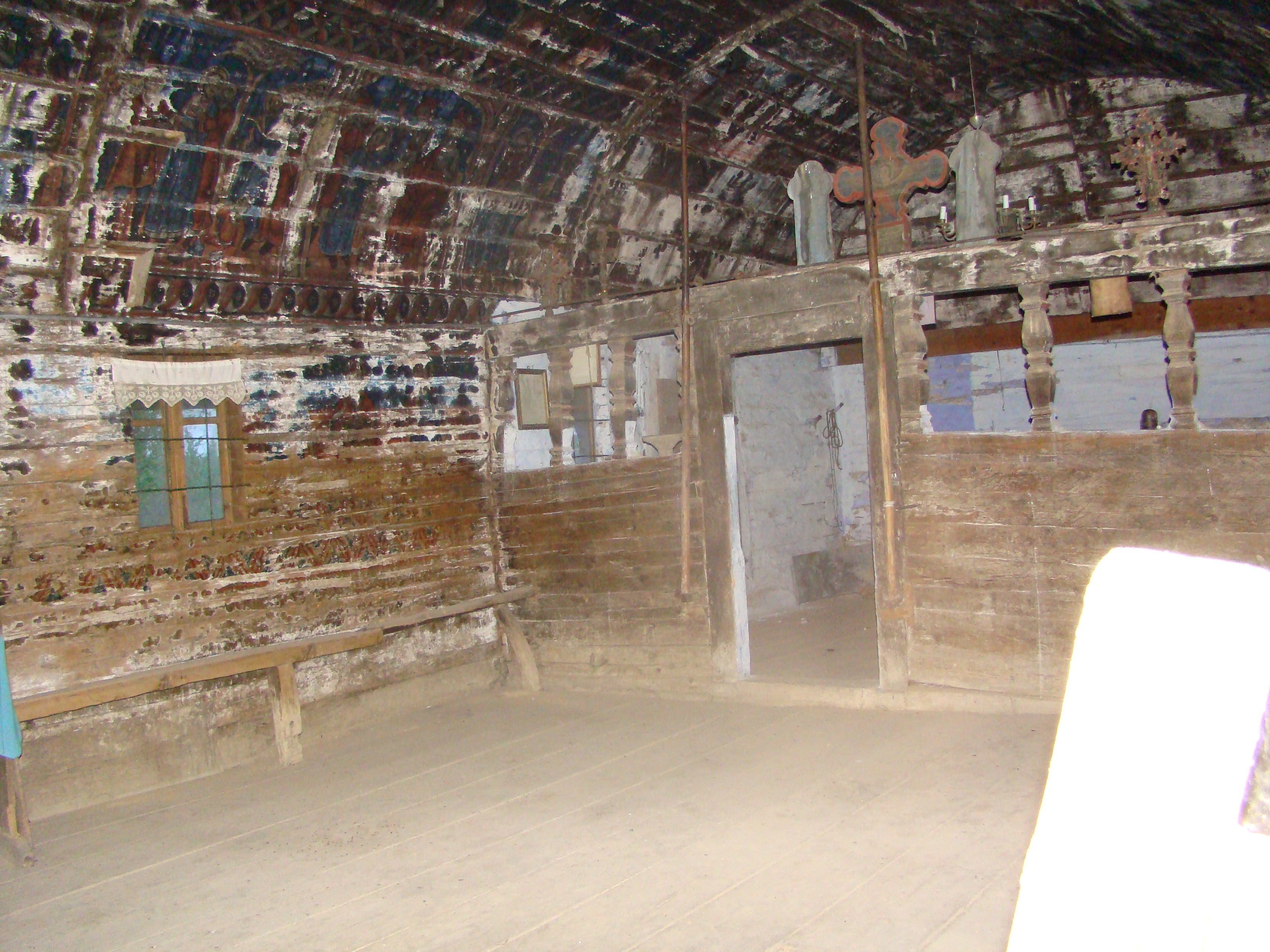
Vedere din naos spre pronaos
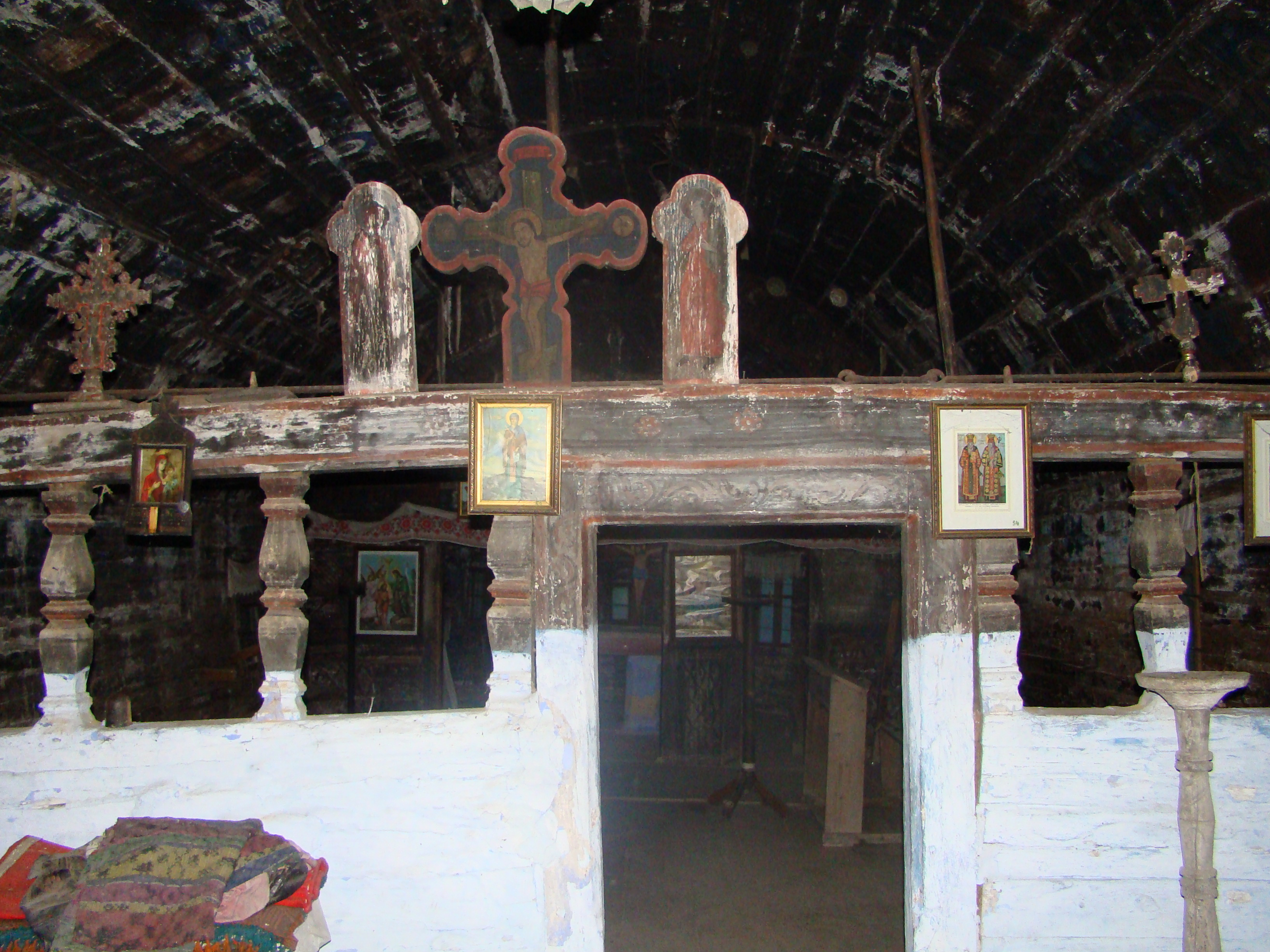
Trecerea din pronaos în naos